# Attentato di via Rasella
L'attentato di via Rasella fu un'azione della Resistenza romana condotta il 23 marzo 1944 dai Gruppi di Azione Patriottica (GAP), unità partigiane del Partito Comunista Italiano, contro un reparto delle forze d'occupazione tedesche, l'11ª Compagnia del III Battaglione del Polizeiregiment "Bozen", appartenente alla Ordnungspolizei (polizia d'ordine) e composto da reclute altoatesine. Fu il più sanguinoso e clamoroso attentato urbano antitedesco in tutta l'Europa occidentale.
L'azione, del cui ordine dopo la guerra si assunse la responsabilità Giorgio Amendola, fu compiuta da una dozzina di gappisti (tra cui Carlo Salinari, Franco Calamandrei, Rosario Bentivegna e Carla Capponi) e consistette nella detonazione di un ordigno esplosivo improvvisato al passaggio di una colonna di soldati in marcia e nel successivo lancio di quattro bombe a mano artigianali sui superstiti. Causò la morte di trentatré soldati tedeschi (non si hanno informazioni certe circa eventuali decessi tra i feriti nei giorni seguenti) e di due civili italiani (tra cui il dodicenne Piero Zuccheretti), mentre altre quattro persone caddero sotto il fuoco di reazione tedesco. Il 24 marzo, senza nessun preavviso, seguì la rappresaglia tedesca consumata con l'eccidio delle Fosse Ardeatine, in cui furono uccisi 335 prigionieri completamente estranei all'azione gappista, tra cui dieci civili rastrellati nelle vicinanze di via Rasella immediatamente dopo i fatti.
Fin dalle prime reazioni, invero, l'attentato è stato al centro di una lunga serie di controversie (anche in sede storiografica) sulla sua opportunità militare e legittimità morale, che lo hanno reso un caso paradigmatico della «memoria divisa» degli italiani. Nella lunga storia processuale dei fatti del marzo 1944, anche la legittimità giuridica dell'attentato è stata oggetto di valutazioni diverse: sul piano del diritto internazionale bellico è stato giudicato, da tutte le corti militari britanniche e italiane che hanno processato e condannato gli ufficiali tedeschi responsabili delle Fosse Ardeatine, un atto illegittimo in quanto compiuto da combattenti privi dei requisiti di legittimità previsti dalla IV Convenzione dell'Aia del 1907; sul piano del diritto interno italiano è stato invece considerato, in tutte le sentenze emesse sul caso da giudici civili e penali, un atto di guerra legittimo in quanto riferibile allo Stato italiano allora in guerra con la Germania.
Le motivazioni dell'attentato sono state rappresentate in modi diversi: secondo un'intervista resa nel 1946 dal gappista Rosario Bentivegna, «scuotere la popolazione, eccitarla in modo che si sollevasse contro i tedeschi»; secondo la deposizione di Giorgio Amendola al processo Kappler (1948), indurre i tedeschi al rispetto dello status di Roma città aperta smilitarizzando il centro urbano; secondo la Commissione storica italo-tedesca (2012), contrastare l'occupante e «scuotere la maggioranza della popolazione civile dallo stato di attesa passiva in cui versava». Tutte assai discusse, le motivazioni hanno costituito tra l'altro l'oggetto di una teoria del complotto che non ha trovato alcun riscontro né in sede storiografica né in sede giudiziale.

## Contesto storico

### La Resistenza romana

Herbert Kappler, comandante delle SS a Roma, in una rara foto del 1943

In seguito all'annuncio dell'armistizio italiano dell'8 settembre 1943 e alla fuga del re e del governo Badoglio, Roma (che era stata dichiarata "città aperta" dal governo italiano il 14 agosto dello stesso anno) fu rapidamente occupata dai tedeschi. Gli accordi per la resa, stipulati il 10 settembre fra le autorità militari tedesche e quelle italiane, prevedevano che le truppe tedesche dovessero «sostare al margine della città di Roma», occupando solamente l'ambasciata tedesca, l'EIAR e la centrale telefonica tedesca. I tedeschi violarono fin dall'inizio tali accordi, occupando di fatto la capitale con le loro truppe, sebbene ridotte al minimo. Un avviso firmato dal feldmaresciallo Albert Kesselring, massima autorità militare tedesca in Italia, comparso sui muri della città l'11 settembre, dichiarò Roma «territorio di guerra», disponendo, fra l'altro, che «tutti i delitti commessi contro le Forze Armate Tedesche saranno giudicati secondo il diritto Tedesco di guerra» e che gli «organizzatori di scioperi, i sabotatori ed i franchi tiratori saranno giudicati e fucilati per giudizio sommario».
Sul finire di settembre Roma entrò a far parte, senza l'effettivo ruolo di capitale, della Repubblica Sociale Italiana (RSI). Il tenente colonnello delle SS Herbert Kappler, locale comandante della Sipo e dell'SD, arrestò numerosi sospetti antifascisti, organizzò in via Tasso un centro di detenzione e tortura, creò nella città un clima di terrore. La polizia effettuava frequenti rastrellamenti di ebrei (tra cui quello del ghetto del 16 ottobre) e di persone da destinare al lavoro forzato. La città divenne per i tedeschi una retrovia militare ove transitavano truppe e mezzi diretti al fronte, anche se Kesselring fece in modo che i trasporti più consistenti la aggirassero da sud; i carabinieri venivano disarmati e arrestati; si dava la caccia ai renitenti alla leva per l'esercito della RSI. I rifornimenti alimentari erano precari e in costante peggioramento; la maggioranza della popolazione romana soffriva la fame; la borsa nera consentiva a molti di sopravvivere, fomentando però la corruzione e inasprendo il divario fra le classi sociali.
Fin dal 9 settembre i partiti antifascisti costituirono a Roma il Comitato di Liberazione Nazionale (CLN), assumendosi il compito di dirigere il movimento di liberazione in tutta l'Italia occupata; il ruolo di dirigere la lotta nell'ambito locale della città di Roma fu assunto, a partire da ottobre, da una giunta militare in cui erano rappresentati sei partiti antifascisti: Partito Comunista Italiano (PCI), Partito Socialista Italiano di Unità Proletaria (PSIUP), Partito d'Azione (PdA), Democrazia Cristiana (DC), Partito Liberale Italiano (PLI) e Democrazia del Lavoro (DL). Tuttavia, di fatto l'attività partigiana era condotta in misura preponderante dai tre partiti di sinistra (PCI, PSIUP e PdA), i quali avevano formato tra di loro un «Tripartito» e agivano in sostanziale autonomia dal CLN. In rappresentanza del governo Badoglio e al di fuori del CLN operava il Fronte militare clandestino della resistenza (FMCR), guidato dal colonnello Giuseppe Cordero Lanza di Montezemolo, la cui principale attività era la raccolta di informazioni sul nemico e la loro trasmissione via radio agli Alleati, non svolgendo alcun atto di resistenza armata. Inoltre, nelle borgate notevole importanza assunse il gruppo d'ispirazione marxista Bandiera Rossa (noto anche come Movimento Comunista d'Italia), rivale a sinistra del PCI e anch'esso indipendente dal CLN.
I rapporti tra le diverse componenti del movimento resistenziale romano erano segnati da profondi contrasti, di ordine tanto politico quanto militare, che minacciavano la stessa coesione del CLN. Sul piano militare, le formazioni legate al governo Badoglio e la destra del CLN (democristiani, liberali e demolaburisti) erano orientate a impiegare contro i tedeschi tattiche puramente ostruzionistiche e di resistenza passiva, per fare in modo che nell'attesa degli Alleati la popolazione subisse il minore danno possibile, sperando che – anche in virtù della strategia diplomatica intrapresa dal Vaticano – Roma fosse tenuta fuori dalle ostilità grazie all'ambiguo status di città aperta. I tre partiti di sinistra, tra i quali il PCI esercitava un ruolo trainante, puntavano invece all'insurrezione ritenendo che le forze popolari dovessero partecipare attivamente alla lotta antitedesca, in modo da affermare la propria «decisiva influenza nella vita pubblica italiana»; respingevano pertanto come "attesista" (o "attendista") ogni linea d'azione che non prevedesse l'attivo coinvolgimento delle masse nella lotta armata, essendo decisi a «prevenire ogni tentativo badogliano, a sfondo reazionario, di dare alla resistenza antitedesca un carattere passivo, limitato alle forze dell'esercito», e a contrastare l'influenza di tale «manovra reazionaria» sul CLN.

I dirigenti comunisti Luigi Longo, Giorgio Amendola e Mauro Scoccimarro in una via di Roma nell'agosto 1943, prima del trasferimento di Longo a Milano

A sua volta, il PCI al suo interno vedeva il centro dirigente di Roma, guidato da Mauro Scoccimarro e Giorgio Amendola (responsabile militare del PCI romano e suo rappresentante presso la giunta militare del CLN centrale), contrapporsi a quello di Milano, diretto da Luigi Longo e Pietro Secchia. Il centro di Milano era intransigente contro l'"attesismo" e assolutamente insoddisfatto dell'andamento della lotta antitedesca a Roma nell'autunno 1943, rimproverando al PCI locale una scarsa attività partigiana. Secondo Secchia, la dirigenza comunista di Roma avrebbe dovuto operare per «essere in grado di dare un certo contributo effettivo alla guerra di liberazione nazionale, di combattere veramente e conquistarci di fronte agli inglesi, ecc. delle posizioni di forza che ci possono poi permettere di far sentire il nostro peso e la nostra volontà nelle soluzioni»; la sollecitava dunque a sviluppare una guerriglia urbana tramite i Gruppi di Azione Patriottica (GAP): «È dai colpi, dagli attacchi audaci di oggi ad opera dei partigiani e dei GAP che scaturirà poi la sollevazione generale di domani».
In risposta Amendola affermò che il PCI romano stava facendo tutto il possibile per incrementare l'attività partigiana, malgrado diversi fattori contrari, tra cui – scrisse – «il fatto politico che non abbiamo vinto l'attesismo nelle nostre file. A Roma la situazione generale è attesista al 100%. Si vive nell'attesa del prossimo arrivo degli inglesi: e questa attesa passiva snerva, corrompe, allontana dall'azione e crea anche nelle nostre file una resistenza attesista».
Nel centro della città furono costituiti quattro GAP perciò detti "centrali" (per un totale di circa trenta militanti) dotati di autonomia operativa e coordinati da un organo apposito che fu capeggiato da Antonello Trombadori fino al suo arresto (2 febbraio 1944) e successivamente da Carlo Salinari. I GAP centrali furono protagonisti di diverse azioni, la prima delle quali il 18 ottobre 1943, quando attaccarono con bombe a mano un corpo di guardia della Milizia; fra le azioni più importanti vi furono un attacco con bombe a mano contro militari tedeschi il 18 dicembre e un attentato dinamitardo contro il Tribunale di guerra tedesco (che aveva sede all'Hotel Flora in via Veneto) il 19 dicembre. In quest'ultima data, come reazione agli attentati dinamitardi, i tedeschi catturarono alcuni ostaggi e anticiparono l'orario di chiusura dei negozi, oltre a vietare l'uso delle biciclette.
Le azioni gappiste suscitarono preoccupazione negli altri partiti e in particolare Giuseppe Spataro, rappresentante della DC nella giunta militare, «manifesta[va] in ogni occasione la necessità di osservare cautela per non provocare le rappresaglie». Inoltre, un dirigente democristiano si oppose senza successo alla proposta di Amendola di inserire, in un documento del CLN indirizzato ai partigiani, la precisazione secondo cui bisognava colpire il nemico anche «negli uomini».

### Situazione dopo lo sbarco di Anzio
Lo sbarco di Anzio (22 gennaio 1944) cambiò il quadro strategico e impose all'alto comando tedesco nuove decisioni organizzative e operative; lo stesso giorno, l'intera provincia di Roma fu dichiarata "zona di operazioni" della 14ª Armata tedesca, ma le truppe presenti in città erano – secondo quanto riferito da Giorgio Amendola alla direzione milanese del partito – «numericamente ridottissime». Il feldmaresciallo Albert Kesselring affidò personalmente a Kappler la piena responsabilità dell'ordine pubblico di Roma. Le iniziative di lotta armata si intensificarono, allorché comunisti e azionisti, nell'illusione di un imminente arrivo degli Alleati (e incoraggiati da un appello radio del comando alleato che incitava i partigiani a «combattere in tutti i modi possibili»), tentarono di sollevare la popolazione romana. Tuttavia, secondo Amendola
Sospesa la proclamazione dello sciopero, non abbiamo però sospesa la preparazione delle masse alla lotta e tutti i nostri sforzi sono ora tesi a vincere la passività, che potrebbe ritornare a pesare nello spirito delle masse, conducendo una agitazione per fare della preparazione dell'insurrezione non un problema di attesa, ma un problema di attacco immediato, naturalmente (per ora) in altre forme e con altri mezzi che non l'insurrezione.»

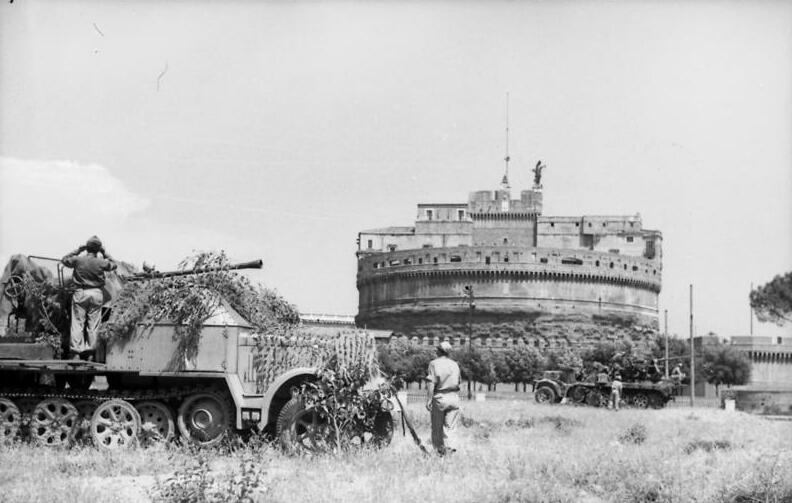
1944: artiglieria antiaerea tedesca nei pressi di Castel Sant'Angelo, nel centro di Roma

L'insuccesso del tentativo insurrezionale fu seguito da un'efficace azione repressiva dei nazifascisti, i quali catturarono importanti esponenti del PdA (fra cui il capo dell'organizzazione militare del partito, Pilo Albertelli), parecchi militanti di Bandiera Rossa, il colonnello Montezemolo assieme ai suoi più stretti collaboratori, nonché vari fra i più attivi militanti del PCI fra i quali Giorgio Labò e Gianfranco Mattei.
Il 31 gennaio fu annunciata, in rappresaglia per l'uccisione di un soldato tedesco e il ferimento di un secondo, la fucilazione di dieci prigionieri avvenuta a Forte Bravetta. Appresa la notizia da Radio Roma, il giornalista Carlo Trabucco commentò nel suo diario: «Oramai sappiamo che gli ostaggi sono chiamati a pagare con la vita gli attacchi che i patrioti muovono ai tedeschi». Sempre in rappresaglia per attacchi partigiani nel centro di Roma, il 2 febbraio a Forte Bravetta seguì un'altra esecuzione di undici prigionieri.
Tra la fine di gennaio e i primi di febbraio del 1944 la repressione tedesca riuscì a ostacolare fortemente la resistenza partigiana: il Partito d'Azione e il gruppo di Bandiera Rossa dovettero ridurre al minimo le loro attività, mentre i GAP del centro di Roma vennero temporaneamente sciolti e i loro componenti si trasferirono nelle borgate, tornando attivi alla metà di febbraio. Intensificando le azioni armate nel corso di febbraio, i comunisti tentarono più volte di radicalizzare il risentimento popolare contro i nazifascisti: il 3 marzo, dopo che le SS ebbero trucidato Teresa Gullace (una donna facente parte del gruppo di mogli che manifestavano davanti a una caserma in cui erano rinchiusi i loro mariti rastrellati), i GAP assaltarono i militi uccidendone alcuni, e permisero così la fuga di una parte dei prigionieri. Il 5 marzo un gappista uccise un soldato tedesco in piazza dei Mirti a Centocelle: due giorni dopo a Forte Bravetta furono fucilati per rappresaglia dieci prigionieri, tra cui i tre gappisti Giorgio Labò, Guido Rattoppatore e Vincenzo Gentile; i tedeschi annunciarono l'avvenuta rappresaglia tramite un comunicato.

## L'attacco di via Tomacelli e i piani per nuove azioni

Gruppo di gappisti romani, tra i quali alcuni dei partecipanti all'attentato di via Rasella. Dall'alto e da sinistra cerchiati in rosso: Giulio Cortini, Laura Garroni, Franco Calamandrei, Duilio Grigioni, Marisa Musu. Sotto, accovacciati: Francesco Curreli, Carla Capponi, Rosario Bentivegna, Carlo Salinari, Ernesto Borghesi, Raoul Falcioni. Seduto, davanti al gruppo: Fernando Vitagliano. Sdraiato a terra: Pasquale Balsamo.

Nelle sue memorie Amendola scrive che, in seguito alle fucilazioni del 7 marzo, «per reagire alla paura bisognava colpire i tedeschi e i repubblichini» e «portare l'azione dei GAP su un piano più alto». Il 10 marzo, giorno in cui la RSI commemorava l'anniversario della morte di Giuseppe Mazzini, un corteo di fascisti che marciava con alla testa gli appartenenti alla milizia "Onore e combattimento" fu colpito in via Tomacelli dall'assalto con bombe a mano di un gruppo di gappisti. Secondo Carla Capponi, che partecipò all'azione, i fascisti riportarono tre morti e vari feriti. Amendola ha dichiarato che dopo questo attacco ricevette «molte congratulazioni per l'audacia dei gappisti, e nessuna critica o riserva», cosicché il suo successo incoraggiò i gappisti «a proseguire con più impegno» nella lotta progettando «un nuovo e più grosso colpo».
Si iniziò dunque a progettare un attacco per il 23 marzo, venticinquesimo anniversario della fondazione dei Fasci italiani di combattimento, avvenuta il 23 marzo 1919. Per l'occasione i fascisti – sotto la guida del segretario locale del Partito Fascista Repubblicano (PFR), Giuseppe Pizzirani – avevano programmato alle 9 una messa in suffragio dei caduti nella chiesa di Santa Maria della Pietà in piazza Colonna, da cui sarebbe partito un corteo diretto al Teatro Adriano in piazza Cavour, dove alle 15:30 avrebbe tenuto un discorso il cieco di guerra Carlo Borsani.
Amendola scrive che Sandro Pertini, responsabile militare del PSIUP (i cui rapporti con il PCI in quella fase non erano buoni), «mordeva il freno» e, «geloso delle prove crescenti di capacità e di audacia date dai Gap, chiese che si concordasse un'azione armata unitaria». In base a un accordo tra i due fu dunque previsto che il corteo fascista sarebbe stato attaccato in due punti diversi dai GAP e da una squadra delle Brigate Matteotti socialiste.
Parallelamente all'azione contro i fascisti, i gappisti iniziarono a studiare un attacco contro un reparto tedesco, l'11ª Compagnia del III Battaglione del Polizeiregiment "Bozen", che marciava in colonna attraverso il centro rappresentando un bersaglio relativamente facile. Il "Bozen" era formato da altoatesini arruolati nella polizia dopo che, nell'ottobre 1943, la provincia di Bolzano era stata occupata dai tedeschi e inserita nella cosiddetta Zona d'operazioni delle Prealpi, sulla quale la sovranità della RSI era nominale. La colonna, composta da 156 uomini tra ufficiali, sottufficiali e truppa, quasi quotidianamente intorno alle 14 attraversava il centro di ritorno dall'addestramento al poligono di tiro di Tor di Quinto, diretta al Palazzo del Viminale (già sede del Ministero dell'interno) dove era acquartierata. I soldati marciavano con fucili in spalla e bombe a mano alla cintola, in genere cantando marcette come Hupf, mein Mädel (Salta, ragazza mia).
Giorgio Amendola ha affermato che il passaggio del "Bozen" fu segnalato al comando dei GAP da più parti e che egli stesso, avendolo notato dalla casa dello sceneggiatore Sergio Amidei in piazza di Spagna (sede della redazione clandestina de l'Unità), lo indicò ai gappisti «perché fosse oggetto di un attacco, lasciando poi – come sempre avveniva – al comando assoluta libertà d'iniziativa, e di preparare l'operazione con le modalità ritenute più opportune». In seguito ha aggiunto che, una volta ordinato al comando dei GAP che il "Bozen" fosse «obiettivo di una azione di carattere anche politico», si limitò «a dare le disposizioni generali e a indicare anche il punto dell'esplosione: via Rasella». Anche il gappista Mario Fiorentini "Giovanni" ha affermato di aver avvistato la compagnia dal suo appartamento in via Capo le Case e di aver ideato il piano.
Diversamente dall'attacco al corteo fascista, nessun altro membro della giunta militare del CLN fu preventivamente informato del progetto dell'attacco al "Bozen". Al processo Kappler (1948), Amendola e i rappresentanti militari degli altri due partiti di sinistra, il socialista Sandro Pertini e l'azionista Riccardo Bauer, dichiararono che l'attentato era stato conforme alle «direttive di carattere generale» della giunta militare. In seguito Amendola attribuì la mancata comunicazione del piano alla consuetudine ed a «ragioni di sicurezza cospirativa». Alberto ed Elisa Benzoni ritengono invece che il piano, per i rischi che comportava, «non poteva assolutamente essere comunicato agli altri perché non poteva in alcun modo essere da loro condiviso».

## Preparazione
Per alcuni giorni Lucia Ottobrini "Maria" (ventenne impiegata), Mario Fiorentini "Giovanni" (venticinquenne studente di matematica), Rosario Bentivegna "Paolo" (ventiduenne studente di medicina) e Carla Capponi "Elena" (venticinquenne impiegata di un laboratorio chimico) studiarono il percorso dai militari tedeschi. In seguito ai diversi appostamenti, si appurò che la compagnia del "Bozen" percorreva quotidianamente lo stesso tratto di strada alla stessa ora (verso le due del pomeriggio); in un primo tempo i quattro militanti proposero a Carlo Salinari "Spartaco", responsabile dei GAP centrali, di lanciare alcune granate nel momento in cui i militari nemici avessero girato da via Rasella in via Quattro Fontane, ma il dirigente partigiano ritenne questo piano troppo limitato e decise invece di studiare un attacco più ambizioso con la partecipazione di molti elementi dei GAP romani.
Esaminato il percorso della colonna del "Bozen", si valutò che il punto più favorevole in cui attaccare era via Rasella, una strada piuttosto stretta in salita, attraversata dal solo incrocio con via del Boccaccio. La salita avrebbe ritardato la marcia della colonna, mentre l'angustia della strada avrebbe accresciuto i danni inferti da una bomba, oltre a ridurne la mobilità nel controattacco. L'ordigno sarebbe stato collocato al civico 156 di via Rasella (circa a un terzo dalla sommità della strada), di fronte a Palazzo Tittoni, in quanto l'edificio era allora semiabbandonato e la via appariva molto poco frequentata, soprattutto nel primo pomeriggio, quando anche i pochi negozi presenti nei dintorni rimanevano chiusi. La relativa esiguità di passanti avrebbe dovuto ridurre la possibilità di destare sospetti e il rischio di vittime civili.
La scelta di via Rasella suscitò alcuni dissensi nel gruppo dei gappisti. Fiorentini era «nettamente contrario», perché in zona era conosciuto, avendo anche partecipato a riunioni politiche con un operaio comunista che abitava in quella via. In un libro pubblicato nel 2015 Fiorentini dichiarò che i gappisti non seppero mai chi avesse deciso di compiere l'attentato in via Rasella (anziché in via Quattro Fontane come egli aveva inizialmente suggerito) e ipotizzò che tale decisione fosse stata presa non da Amendola, bensì dal Comando regionale del PCI, e che Amendola successivamente se ne fosse assunto «coraggiosamente tutta la responsabilità». Nel 2017 lo stesso Fiorentini affermò che nella strada erano avvenute «delle riunioni con elementi della sinistra cristiana e di Bandiera Rossa», essendovi «una cellula di operai comunisti». Asserendo che uno dei motivi della sua contrarietà risiedeva nel fatto che egli non voleva «che altri decidessero le [...] azioni» dei GAP, Fiorentini espresse inoltre il sospetto che «la decisione di cambiare il modo d'attacco» fosse collegata alla presenza di «una talpa nel comando cittadino». Maria Teresa Regard affermò di non aver partecipato all'azione perché secondo lei «era sbagliato fare l'attentato in quel punto lì che era un budello, che non ne uscivi».
Il piano definitivo, anche questo elaborato da Mario Fiorentini, prevedeva la partecipazione di numerosi gappisti: uno di essi, travestito da spazzino, al segnale convenuto avrebbe dovuto innescare un ordigno nascosto all'interno di un carrettino della nettezza urbana, mentre gli altri, a esplosione avvenuta, avrebbero dovuto attaccare con pistole e bombe a mano la compagnia.
Nel frattempo, dopo il discorso di papa Pio XII del 12 marzo contro la guerra aerea e l'invito rivolto a entrambe le parti belligeranti a non rendere Roma un campo di battaglia, a partire dal 19 marzo iniziarono a diffondersi voci sulla fuoriuscita dei tedeschi dalla città. Il 22 marzo Bruno Spampanato, direttore de Il Messaggero, annunciò che prossimamente il comando tedesco avrebbe ritirato le sue truppe da Roma e anche evitato il loro passaggio nella parte esterna della città, in modo da non dare agli Alleati motivi per bombardare. La notizia suscitò grandi speranze tra la popolazione, e già il giorno seguente qualcuno ebbe l'impressione di una diminuzione delle forze occupanti.
Secondo il diario di Calamandrei, proprio mentre si diffondeva la voce che i tedeschi fossero in procinto di lasciare la città, i gappisti notarono che le marce della colonna del "Bozen" attraverso il centro si diradavano: non passò il 18 e 19 marzo, tornò ad attraversare via Rasella il 20, cosicché si scelse di colpirla l'indomani, ma il 21 l'esplosivo non era pronto. Il 22 la colonna mancò nuovamente, per cui si temette che i tedeschi ne avessero modificato l'itinerario nell'ambito dell'annunciata evacuazione di Roma per rispettarne la qualità di città aperta.
La sera del 22 marzo, Raoul Falcioni portò nella cantina di via Marco Aurelio 47, nei pressi del Colosseo – utilizzata dai GAP come rifugio, deposito e laboratorio per la preparazione degli esplosivi – un carrettino per le immondizie, che aveva trafugato da un deposito della Nettezza urbana, e una divisa da spazzino (procacciata da Guglielmo Blasi). Duilio Grigioni, Giulio Cortini, Laura Garroni, Carla Capponi e lo stesso Bentivegna prepararono la bomba, costituita da «dodici chili di tritolo pressati in un contenitore metallico, di ghisa, con accanto altri sei chili di esplosivo e pezzi sfusi di ferro che sarebbero divenuti micidiali schegge; il tutto piazzato nel carrettino della spazzatura. Il contenitore di ghisa venne fabbricato dai membri della Sap Romana Gas di via Ostiense» (congegno che secondo la terminologia contemporanea è classificabile come ordigno esplosivo improvvisato). Scrivono Rosario Bentivegna e Cesare De Simone che furono «alti ufficiali» del Fronte militare clandestino di Montezemolo a fornire ai gappisti, consegnandoli a Carla Capponi, sia il tritolo, sia le bombe da mortaio Brixia che, opportunamente modificate, dovevano essere usate nell'azione come bombe a mano. Secondo Mario Avagliano, biografo di Montezemolo, gli esponenti del Fronte erano comunque «all'oscuro dell'azione in preparazione».
La mattina del 23 marzo la colonna del "Bozen" fu avvistata mentre compiva il tragitto di andata del consueto percorso; la notizia fu accolta con gioia da Salinari e i gappisti si prepararono a colpire i soldati al loro ritorno nel pomeriggio secondo il piano. L'azione contro i fascisti fu invece annullata, dopo che a mezzogiorno si seppe dai giornali che la riunione all'Adriano non ci sarebbe stata e che tutte le celebrazioni si sarebbero svolte presso la federazione fascista in via Veneto. Prevedendo un attentato analogo a quello di via Tomacelli, i tedeschi avevano infatti vietato altri cortei fascisti e il console Eitel Friedrich Moellhausen, durante una riunione da lui convocata presso l'ambasciata a Villa Wolkonsky, aveva convinto le autorità che la parata del 23 marzo rappresentava una «provocazione inutile».

## Esecuzione

Carta che illustra la dinamica dell'attacco partigiano e le posizioni dei gappisti

Il compito di far brillare l'esplosivo fu affidato a Bentivegna "Paolo", il quale il 23 marzo travestito da spazzino partì dal rifugio gappista verso via Rasella, con il carretto contenente l'ordigno. Vi sono incongruenze tra le dichiarazioni rese negli anni dai gappisti in merito ad altri partecipanti all'azione. L'unica fonte gappista coeva, il diario di Franco Calamandrei pubblicato nel 1984, riporta: «Mi avvio per via Rasella, vedo che Fernando [Vitagliano] e Pasquale [Balsamo] e Silvio [Serra] e Antonio hanno preso il loro posto di copertura, che Raul [Falcioni], Francesco [Curreli], Aldo sono pronti in cima alle scalette di via del Boccaccio pronti a lanciare [...] le loro Brixia». Le memorie degli altri protagonisti non menzionano, tra i partecipanti all'attentato, gappisti con i nomi – reali o di battaglia – di "Aldo" e "Antonio". Ulteriori incongruenze si riscontrano in merito alla partecipazione di Guglielmo Blasi e Alfio Marchini.
Salinari in seguito testimoniò che i partigiani erano così disposti: Bentivegna accanto al carretto, Carla Capponi (che aveva un impermeabile nascosto, da mettere addosso a Bentivegna per coprirne la divisa da spazzino, e una pistola sotto i vestiti), in cima alla via; Fernando Vitagliano, Francesco Curreli, Raoul Falcioni e Guglielmo Blasi, sulle scalette di fronte all'incrocio con via del Boccaccio, pronti a lanciare le bombe a mano e poi scappare verso via dei Giardini; nei pressi Silvio Serra; all'angolo di via del Boccaccio si trovava Franco Calamandrei. Altri gappisti erano sistemati per coprirne la fuga.
In totale, prepararono o parteciparono all'azione diciassette partigiani; oltre ai nove citati anche Giulio Cortini, Laura Garroni, Duilio Grigioni, Marisa Musu, Ernesto Borghesi, Pasquale Balsamo, Mario Fiorentini (il quale fu escluso da Salinari dal gruppo degli esecutori, poiché rischiava di essere riconosciuto da un parente residente in zona) e Lucia Ottobrini (quest'ultima partecipò solo alla preparazione del carico di tritolo ma non all'esecuzione, perché malata). È erronea l'indicazione, contenuta in diversi testi, di Franco Ferri tra i partecipanti all'attentato, ma l'interessato non volle smentirla pubblicamente per non dare l'impressione di volersene dissociare.
I gappisti dovettero attendere circa due ore in più rispetto alla consueta ora di transito della compagnia nella via; il giovedì 23 marzo 1944 i soldati del "Bozen" erano partiti in ritardo dopo l'esercitazione di tiro effettuata al poligono di Tor di Quinto e solo alle ore 15:45 la colonna sbucò da Largo Tritone e girò verso via Rasella.
Calamandrei si tolse il copricapo (segnale per avvisare Bentivegna che i tedeschi si stavano avvicinando e che quindi doveva accendere la miccia e allontanarsi velocemente). Alle 15:52 Bentivegna accese con il fornello di una pipa la miccia di cinquanta centimetri, preparata per innescare l'esplosione dopo circa cinquanta secondi, tempo necessario ai tedeschi per percorrere il tratto di strada compreso tra il punto a valle usato per la segnalazione e il carretto.
Nel frattempo, con l'avvicinarsi dell'apertura dei negozi, la strada aveva iniziato a popolarsi di passanti, tra cui – come scrisse Pasquale Balsamo nel 1954 – «una frotta di bambini [che] si era accodata alla colonna nazista per giocare ai soldati. Fu un attimo terribile per tutti. Era troppo tardi per procrastinare di un solo secondo l'azione; il segnale, ormai, era stato dato». Questi bambini furono fatti allontanare dai gappisti, per evitare che fossero coinvolti nell'esplosione. Bentivegna ha dichiarato di aver fatto inoltre allontanare alcuni operai.
Secondo un sopravvissuto del "Bozen", l'effetto dell'esplosione fu accresciuto dalle susseguenti indotte esplosioni di alcune delle granate che i soldati avevano tutti alla cintola. La potenza dell'onda d'urto fu tale da scardinare le porte e le finestre del collegio scozzese nei pressi di via Rasella, i cui vetri furono ridotti in frantumi così come quelli dei piani superiori della Manica Lunga del Palazzo del Quirinale; «devastare» varie case (tra cui quella dell'attore Marcello Giorda); danneggiare gli interni di Palazzo Tittoni; sollevare e scagliare un autobus contro i cancelli di Palazzo Barberini.
Subito dopo l'esplosione alcuni gappisti lanciarono quattro bombe a mano (delle quali una rimase inesplosa). Dopo il lancio delle bombe a mano, i gappisti Raoul Falcioni, Silvio Serra, Francesco Curreli e Pasquale Balsamo impegnarono i tedeschi in uno scontro a fuoco, mentre Capponi e Bentivegna si misero in salvo. Nessuno dei gappisti partecipanti all'azione fu ferito o fatto prigioniero dai tedeschi e si ritrovarono tutti – «festanti» – in piazza Vittorio, dove li attendeva Carlo Salinari. I soldati superstiti, credendo che le bombe fossero state lanciate dall'alto, risposero sparando a lungo (anche dopo che i partigiani si erano già dileguati) contro i piani elevati degli edifici circostanti, soprattutto verso le finestre sovrastanti i negozietti all'angolo di via del Boccaccio.

## Morti e feriti

### Militari del "Bozen"

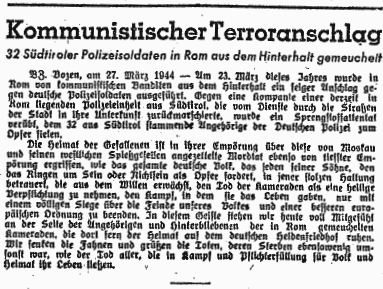
Notizia sul Bozner Tagblatt, quotidiano nazista di Bolzano, nell'edizione del 28 marzo 1944, p. 3, che accusa «Mosca e i suoi complici occidentali» di aver ordinato l'«attentato terroristico comunista»

Ventisei uomini del Polizeiregiment "Bozen" morirono nell'immediatezza dell'esplosione e altri nelle ore successive per le ferite riportate. Alle ore otto del mattino del 24 marzo si contarono trentadue morti, numero in base al quale gli alti comandi della Wehrmacht stabilirono il numero di prigionieri da fucilare secondo la proporzione di dieci per ogni soldato ucciso. Dopo l'emanazione di detto ordine morì un trentatreesimo militare (Vinzenz Haller), cosicché Kappler aggiunse di sua iniziativa all'elenco dei condannati a morte i nomi di dieci ebrei arrestati in mattinata.
Non è accertato il decesso di ulteriori soldati nei giorni successivi a causa delle ferite. Kappler, nel corso del processo a suo carico, indicò un totale di quarantadue morti, cifra però non suffragata da documenti. Lo stesso numero, insieme a quello di otto civili italiani, è riportato nelle memorie del generale Siegfried Westphal, all'epoca capo di stato maggiore presso il comando del fronte sud-ovest, il quale afferma che i decessi successivi ai trentatré iniziali non furono comunicati a Hitler per non alimentare ulteriormente la sua ira.
Segue la lista dei trentatré militari uccisi (tutti ricoprenti il grado di Unterwachtmeister, il più basso della gerarchia della polizia d'ordine dopo quello di allievo); la maggior parte nativi dell'Alto Adige/Südtirol.
| N. | Nome                   | Data di nascita | Età | Luogo di nascita                                                 |
| -- | ---------------------- | --------------- | --- | ---------------------------------------------------------------- |
| 1  | Karl Andergassen       | 5-1-1914        | 30  | Kaltern / Caldaro                                                |
| 2  | Franz Bergmeister      | 6-9-1906        | 37  | Kastelruth / Castelrotto                                         |
| 3  | Josef Dissertori       | 5-6-1913        | 30  | Eppan / Appiano                                                  |
| 4  | Georg Eichner          | 21-4-1902       | 41  | Sarnthein / Sarentino                                            |
| 5  | Jakob Erlacher         | 12-7-1901       | 42  | Enneberg / Marebbe                                               |
| 6  | Friedrich Fischnaller  | 19-11-1902      | 41  | ND                                                               |
| 7  | Johann Fischnaller     | 17-11-1904      | 39  | Mühlbach / Rio di Pusteria                                       |
| 8  | Eduard Frötscher       | 19-12-1912      | 31  | Latzfons / Lazfons (frazione di Klausen / Chiusa)                |
| 9  | Vinzenz Haller         | ND              | ND  | Ratschings / Racines                                             |
| 10 | Leonhard Kaspareth     | 28-1-1915       | 29  | Kaltern / Caldaro                                                |
| 11 | Johann Kaufmann        | 19-10-1913      | 30  | Welschnofen / Nova Levante                                       |
| 12 | Anton Matscher         | 12-6-1912       | 31  | Brixen / Bressanone                                              |
| 13 | Anton Mittelberger     | 15-11-1907      | 36  | Gries (frazione di Bolzano)                                      |
| 14 | Michael Moser          | 29-9-1904       | 39  | Kitzbühel (Austria)                                              |
| 15 | Franz Niederstätter    | 1-6-1917        | 26  | Aldein / Aldino                                                  |
| 16 | Eugen Oberlechner      | 30-4-1908       | 35  | Mühlwald / Selva dei Molini                                      |
| 17 | Mathias Oberrauch      | 15-8-1910       | 33  | Bolzano                                                          |
| 18 | Paulinus Palla         | 31-12-1915      | 28  | Buchenstein / Livinallongo del Col di Lana                       |
| 19 | Augustin Pescosta      | 9-5-1912        | 31  | Kolfuschg / Colfosco (frazione di Corvara in Badia)              |
| 20 | Daniel Profanter       | 22-5-1915       | 28  | Andrian / Andriano                                               |
| 21 | Josef Raich            | 14-12-1906      | 37  | St. Martin / San Martino in Badia o San Martino in Passiria      |
| 22 | Anton Rauch            | 5-8-1910        | 33  | Völs / Fiè allo Sciliar                                          |
| 23 | Engelbert Rungger      | 21-12-1907      | 36  | Welschellen / Rina (frazione di Marebbe)                         |
| 24 | Johann Schweigl        | 13-8-1908       | 35  | St. Leonhard / San Leonardo in Passiria                          |
| 25 | Johann Seyer           | 3-6-1904        | 39  | Gais                                                             |
| 26 | Ignatz Spiess          | 4-7-1911        | 32  | Schweinsteg / Sant'Orsola (frazione di San Leonardo in Passiria) |
| 27 | Eduard Spögler         | 11-7-1908       | 35  | Sarnthein / Sarentino                                            |
| 28 | Ignatz Stecher         | 11-5-1911       | 32  | Schluderns / Sluderno                                            |
| 29 | Albert Stedile         | 26-6-1915       | 28  | Bolzano                                                          |
| 30 | Josef Steger           | 10-8-1908       | 35  | Prettau / Predoi                                                 |
| 31 | Hermann Tschigg        | 23-4-1911       | 32  | St. Pauls / San Paolo (frazione di Appiano)                      |
| 32 | Fidelius Turneretscher | 19-1-1914       | 30  | Untermoi / Antermoia (frazione di San Martino in Badia)          |
| 33 | Josef Wartbichler      | 13-11-1907      | 36  | ND                                                               |

Dal giornale di guerra del comando della 14ª Armata risulta che i feriti furono cinquantatré.

### Altre vittime
L'Agenzia Stefani, il 26 marzo, riportò in tutto sette morti italiani, indicandoli come «quasi tutti donne e bambini» e attribuendoli interamente ai «comunisti badogliani». Al contrario, il numero dell'Unità clandestina del 30 marzo, che rivendicava l'attentato, attribuì la morte di «parecchi passanti, tra i quali donne e bambini», esclusivamente al «cieco furore» della sparatoria successiva ad opera dei tedeschi.
Dagli studi successivi è emerso che gli italiani uccisi furono sei, di cui due morirono a causa dell'esplosione:
- Antonio Chiaretti (anni 48) - dipendente della TETI e partigiano di Bandiera Rossa[104][105], in seguito più volte indicato come caduto in combattimento[106];
- Piero Zuccheretti (anni 12) - apprendista presso un negozio di ottica in via degli Avignonesi.

Sul percorso di Zuccheretti sono state presentate due ipotesi alternative: Alessandro Portelli ha ipotizzato che fosse entrato in via Rasella dall'angolo con via del Boccaccio nell'attimo dell'esplosione, mentre Bentivegna si allontanava; secondo il fratello Giovanni Zuccheretti, il bambino, diretto al negozio in cui lavorava, sarebbe sceso invece per via Rasella proveniente da via delle Quattro Fontane, attratto dai canti della compagnia del "Bozen" (che proprio in quel momento stava imboccando via Rasella proveniente da via del Traforo), incrociando quindi l'attentatore dopo che questi aveva acceso la miccia. Nessuno dei gappisti presenti sulla scena dell'attentato ha mai dichiarato di aver visto il bambino.
Altre quattro persone furono uccise dai colpi di arma da fuoco esplosi dai soldati del "Bozen":
- Annetta Baglioni (anni 66) – domestica presso Palazzo Tittoni, affacciatasi alla finestra fu colpita alla testa da un proiettile[109];
- Pasquale Di Marco (anni 34);
- Enrico Pascucci – dipendente della TETI, partigiano di Bandiera Rossa;
- Erminio Rossetto (anni 20) – milite portuario del reparto speciale "Ettore Muti"; secondo il necrologio morì «colpito da mano nemica», mentre secondo Bentivegna il milite, autista del questore Pietro Caruso, giunse sul posto e scese dall'auto di servizio in borghese e con la pistola in pugno, venendo ucciso dai tedeschi perché scambiato per partigiano[110].

Tra i civili si contarono undici feriti, tra cui:
- Orfeo Ciambella – sessantenne guardiano di un magazzino della Croce Rossa in via Rasella, al momento dell'esplosione era appostato all'ingresso e riportò gravi ferite di cui subì le conseguenze per tutta la vita; Bentivegna ha dichiarato di averlo invitato senza successo ad allontanarsi prima di accendere la miccia[107];
- Efrem Giulianetti;
- Giorgina Stafford.

Ciambella, Giulianetti e Stafford, insieme ai familiari di alcune vittime delle Fosse Ardeatine, nel 1949 intrapresero un'azione civile per danni contro i partigiani. Il processo terminò nel 1957, allorché la Corte di cassazione riconobbe l'attentato come legittima azione di guerra ed escluse pertanto la responsabilità civile dei partigiani.
Nelle memorie di Matteo Mureddu, allora funzionario presso il Quirinale e membro del Fronte clandestino di resistenza dei carabinieri, sono riportati i nomi di quattro donne con «i visi e i vestiti zuppi di sangue», di cui una con «un occhio quasi fuoruscito dall'orbita», che si rifugiarono presso le scuderie del Quirinale in cerca di aiuto: le sorelle Margherita Aliotti in Mollo e sua sorella Elena, Vincenza Angelina Mollo in Ricci e sua figlia ventenne Adele, sfollate da San Giovanni Incarico.

Il necrologio di Piero Zuccheretti sul Messaggero del 25 marzo 1944
L'annuncio dei funerali di Zuccheretti sul Messaggero del 27 marzo
Il necrologio del milite Erminio Rossetto sul Messaggero del 26 marzo

## L'immediata risposta tedesca

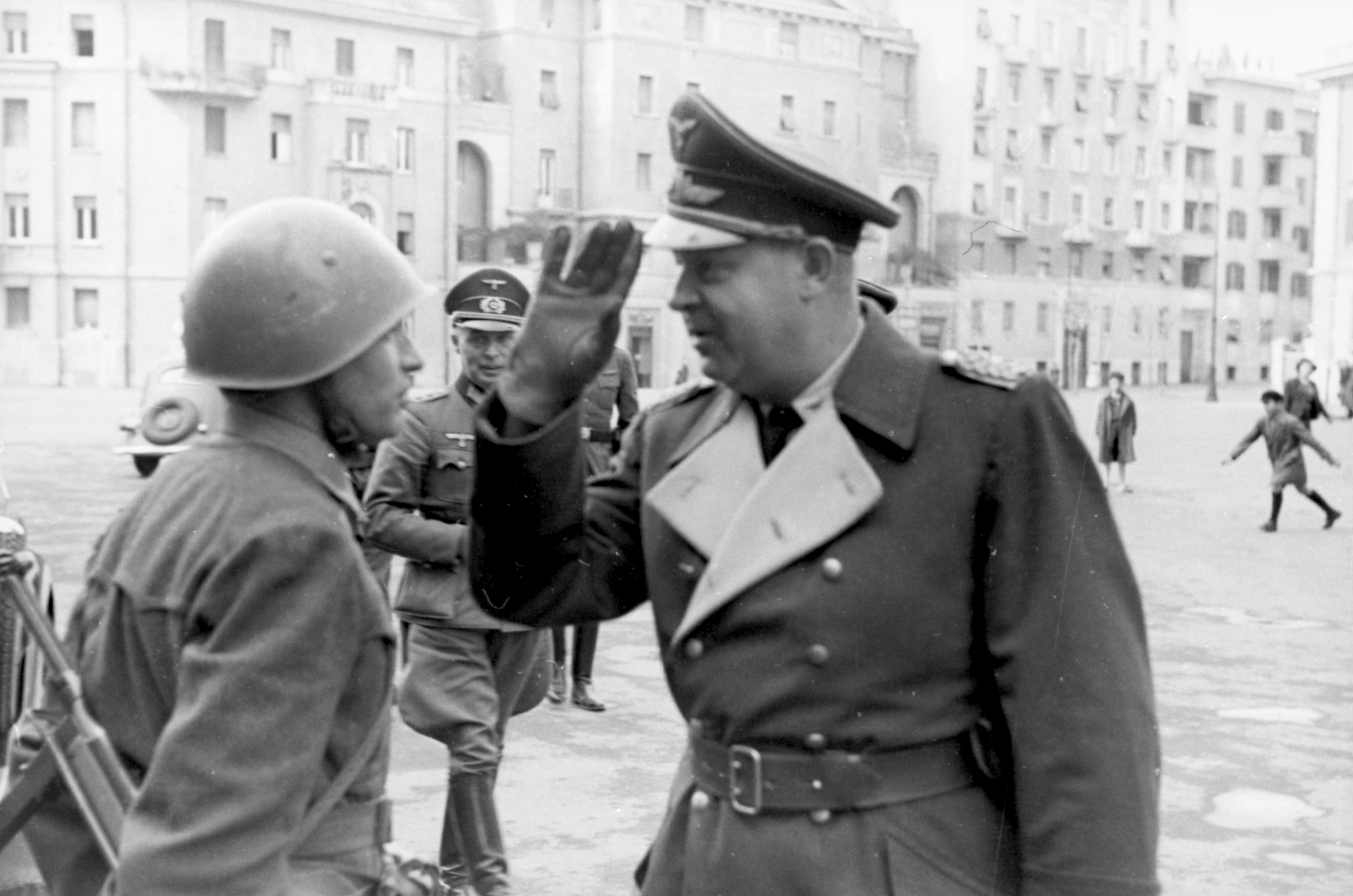
A destra il generale della Luftwaffe Kurt Mälzer, comandante militare di Roma

Mentre la sparatoria non era ancora terminata e iniziavano i rastrellamenti, giunsero sul posto – nell'ordine – il questore Pietro Caruso, il generale Kurt Mälzer, il diplomatico Eugen Dollmann e, insieme in automobile, il console Eitel Friedrich Moellhausen e il ministro dell'Interno della RSI Guido Buffarini Guidi, raggiunti in un secondo momento dal comandante delle SS Herbert Kappler.
Dollmann descrive nelle sue memorie quello che vide una volta giunto a via Rasella: «lo spettacolo era raccapricciante: mi permetto di dire che nel giudicare la reazione tedesca non bisogna perdere di vista l'impressione destata da una strage così tremenda. Qua e là giacevano disperse membra umane, in ogni dove si erano formate grandi pozze di sangue, dei feriti agonizzavano, l'aria era piena di gemiti e grida e dalle case si continuava a sparare» (che i colpi provenissero dalle case era solo un'impressione dei tedeschi).

Alcuni dei rastrellati di via Rasella. Da sinistra: Alfonso Garzia (pugliese, militare allo sbando dopo l'armistizio, unico del gruppo a scampare alla rappresaglia), con una mano sulla testa sanguinante, ferito da un proiettile di striscio; uomo non identificato con certezza, presumibilmente Romolo Gigliozzi (romano, titolare di un bar latteria nella via, accorso dopo l'esplosione perché i suoi due bambini seguivano, come loro abitudine, la marcia della colonna del "Bozen"); Ferruccio Caputo (pugliese, studente e marinaio allo sbando); Guido Volponi (marchigiano).

Secondo le memorie di Dollmann e Moellhausen e le deposizioni di Kappler al proprio processo, alla vista della scena il generale Mälzer (secondo Moellhausen in stato di ubriachezza) fu preda di un violento scoppio d'ira dicendosi deciso a far saltare in aria tutti gli edifici dell'isolato tra via Rasella e via delle Quattro Fontane. Sull'opportunità di tale proposito si scontrò prima con Dollmann e poi, con maggior violenza, con Moellhausen, intimando ai due diplomatici di non intromettersi e attribuendo la responsabilità dell'accaduto alla linea politica del corpo diplomatico. Alla vista di camion del genio militare da cui si iniziavano a scaricare cassette di esplosivo, Moellhausen cercò ancora di distogliere Mälzer dalle sue intenzioni avvertendolo della possibile presenza di donne e bambini nelle case, ma il generale si disse irremovibile. Entrambi minacciarono di fare rapporto al feldmaresciallo Kesselring. Solo l'arrivo di Kappler, il quale propose di assumersi la gestione della questione, servì a calmare Mälzer e indurlo a rientrare al suo quartier generale.
Riavutisi dallo smarrimento seguito alle esplosioni, i superstiti del "Bozen", coadiuvati da altre forze tedesche e fasciste affluite sul posto (tra cui uomini del Battaglione "Barbarigo" della Xª Flottiglia MAS), iniziarono a rastrellare la popolazione della zona circostante, arrestando abitanti e passanti; i rastrellati furono allineati sotto la minaccia delle armi contro la cancellata di accesso a Palazzo Barberini e quindi condotti in parte presso l'intendenza della Polizia dell'Africa Italiana (PAI), in parte presso il palazzo del Viminale. In particolare, nelle cantine del Viminale furono ammassate circa trecento persone e trattenute per accertamenti sino alla mattina successiva; dieci di questo gruppo furono poi uccisi alle Fosse Ardeatine: Ferruccio Caputo, Cosimo D'Amico, Celestino Frasca, Romolo Gigliozzi, Fulvio Mastrangeli, Angelo e Umberto Pignotti, Antonio Prosperi, Ettore Ronconi e Guido Volponi. I componenti di questo gruppo provenivano almeno in parte dall'immobile all'angolo di via del Boccaccio.
Dopo che l'SD di Kappler ebbe assunto il comando delle operazioni, il maggiore Borante Domizlaff e il capitano Hans Clemens organizzarono la perquisizione delle case di via Rasella partendo dai tetti, ma rinvennero solo una bandiera rossa, che Clemens considerò una prova di reato.
Risulta da vari documenti che durante i rastrellamenti e le perquisizioni alcune abitazioni furono saccheggiate. Secondo Giorgio Bocca degli uomini del battaglione "Barbarigo" furono sorpresi dai tedeschi a rubare nelle case e arrestati.
Fra il pomeriggio del 23 e la mattina del 24 varie bande fasciste arrestarono nei quartieri del ghetto numerosi ebrei, che furono incarcerati a Regina Coeli per poi essere uccisi (assieme ad altri ebrei che erano già prigionieri al momento dell'attentato) alle Fosse Ardeatine. Secondo Anna Foa, il fatto che molti di costoro siano stati arrestati per strada o nelle proprie case conferma che la rappresaglia non fu preceduta da nessun avviso, e indica forse che la notizia dell'attentato «non fu subito diffusa in tutta la città, perché altrimenti avrebbe certo messo in allarme gli ebrei nella loro semiclandestinità».

Subito dopo l'attentato, soldati del "Bozen" sorvegliano i piani alti della strada, mentre (a destra) il sottufficiale delle SS Franz Braun esamina i resti della bomba
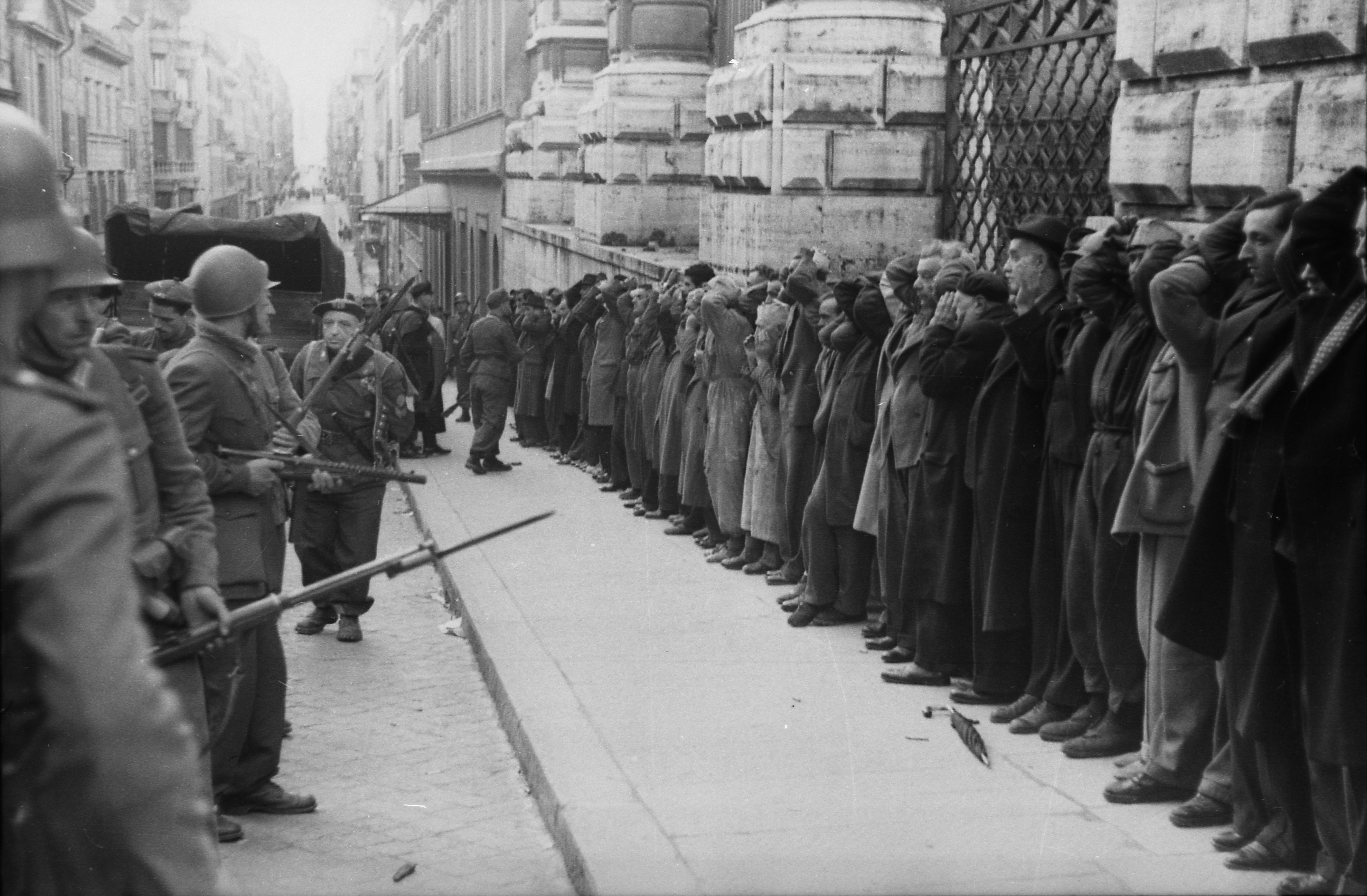
Retata di fronte a Palazzo Barberini, da parte di truppe tedesche e della RSI
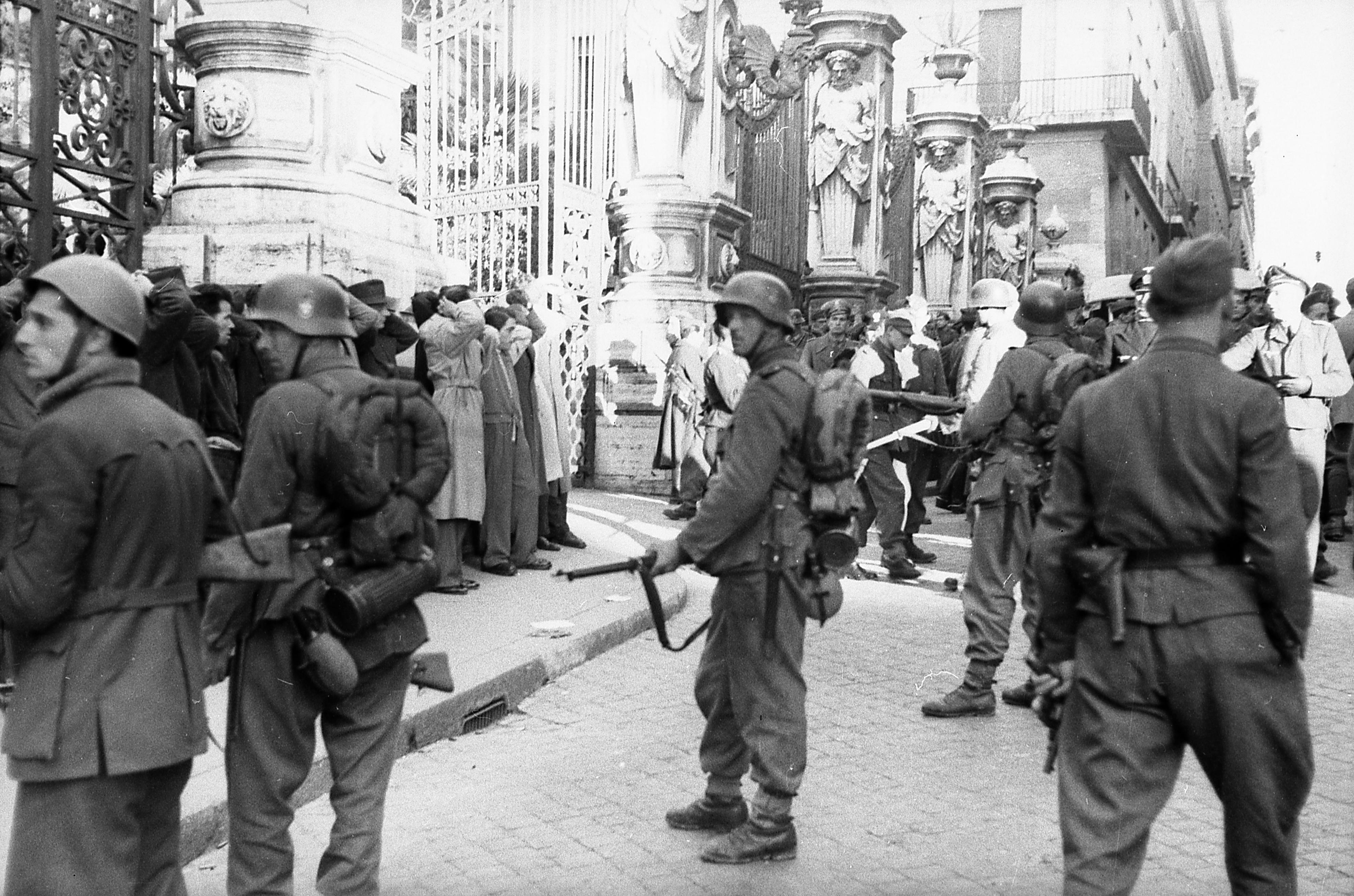
Uomini allineati nei pressi del cancello di Palazzo Barberini
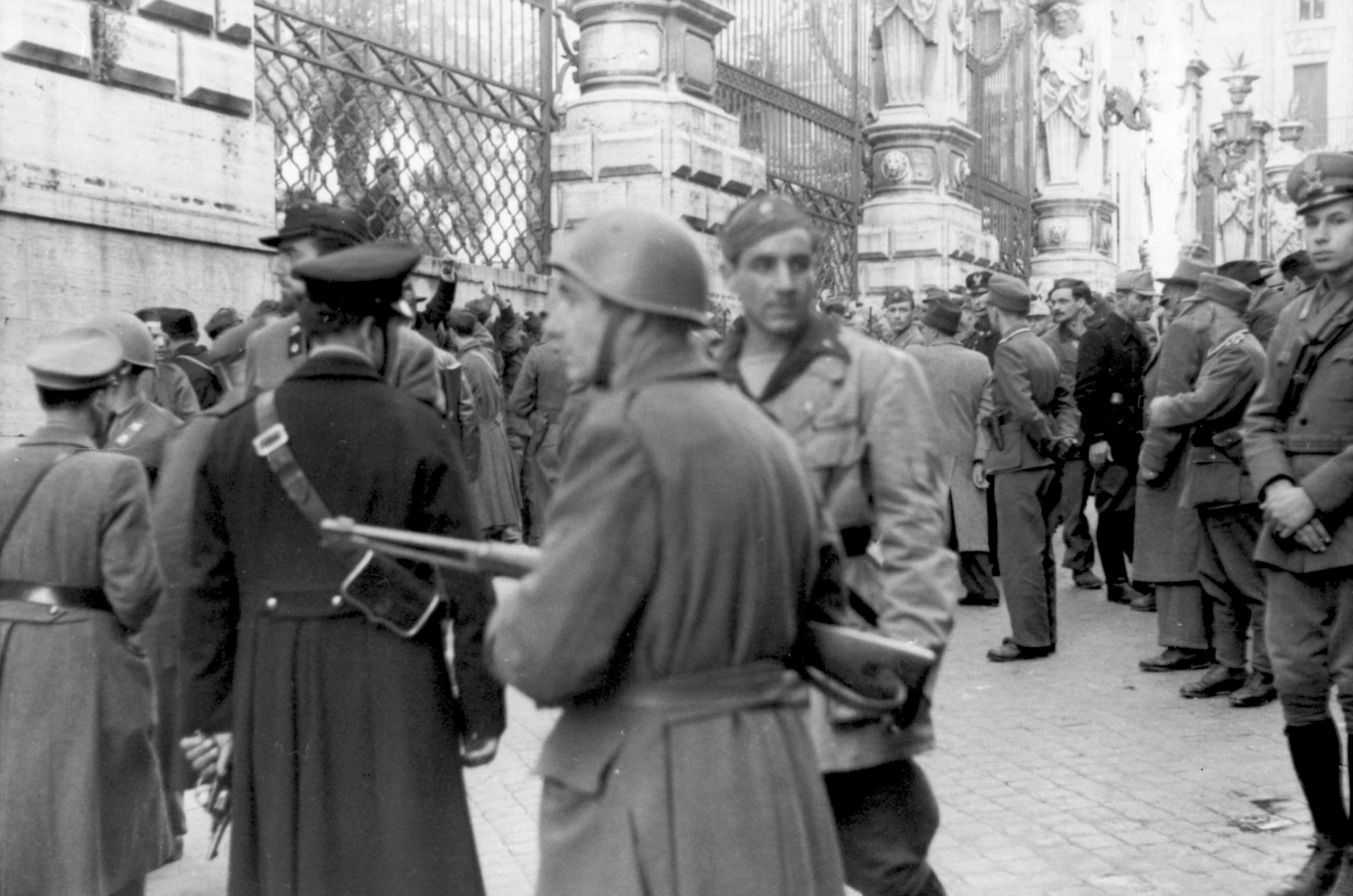
Militi della RSI durante la retata
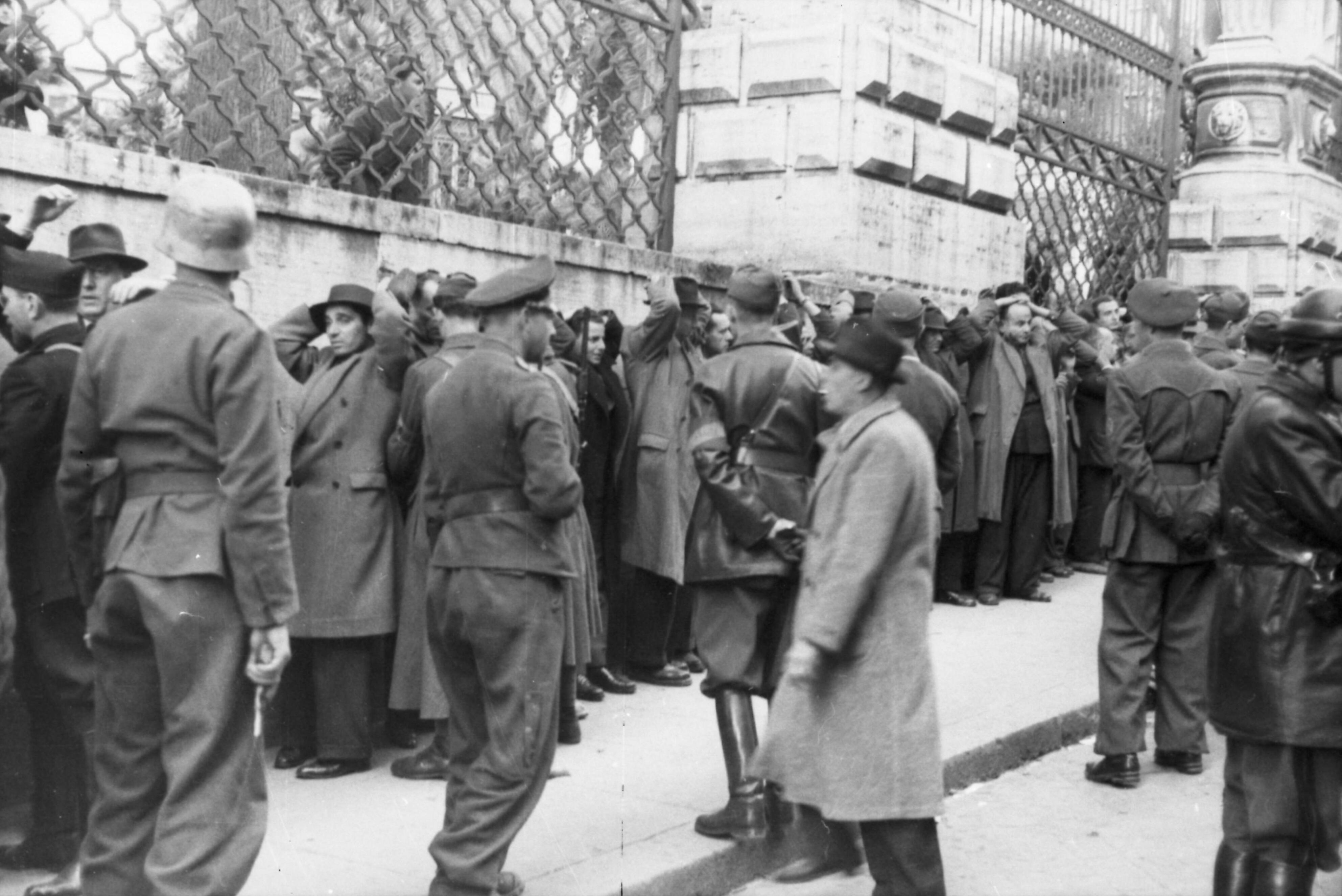
I catturati nella retata allineati lungo il muro del giardino di Palazzo Barberini
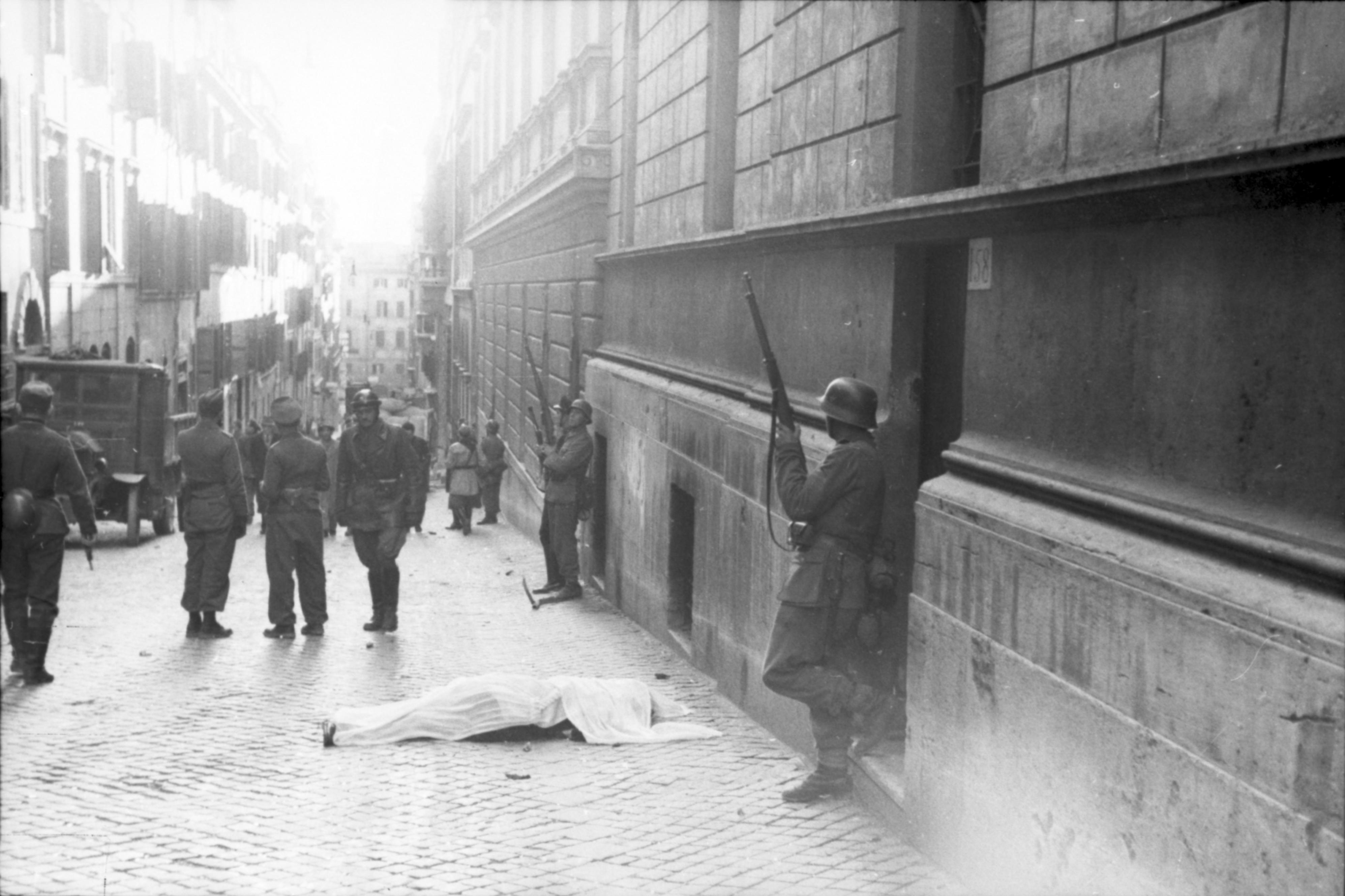
Soldati tedeschi accanto a un morto a via Rasella
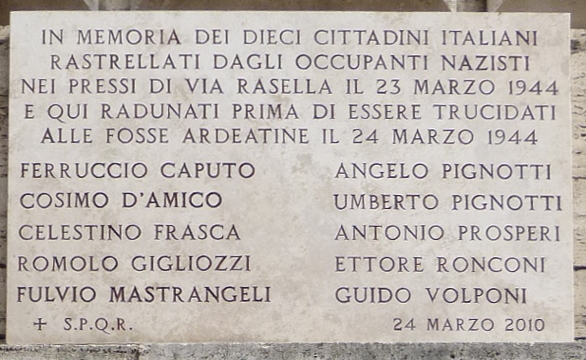
Lapide in memoria dei rastrellati di via Rasella uccisi alle Fosse Ardeatine, affissa in via delle Quattro Fontane (vicino al numero civico 12), il 24 marzo 2010. È l'unica targa commemorativa nei luoghi delle vicende del 23 marzo 1944.

## L'eccidio delle Fosse Ardeatine
Il comunicato tedesco successivo all'eccidio definiva gli attentatori di via Rasella e i prigionieri uccisi nella rappresaglia «comunisti badogliani», in modo da accomunare la componente di sinistra della Resistenza, di cui i comunisti – del PCI e di Bandiera Rossa – costituivano il nerbo, e quella di destra del Fronte militare clandestino, fedele al governo di Pietro Badoglio. A causa della grande distanza politica e dei forti contrasti tra le due componenti (soprattutto nella fase antecedente alla svolta di Salerno), l'espressione appare un ossimoro.
Nelle sue memorie, Eugen Dollmann scrive di essersi vanamente adoperato, insieme al console Eitel Friedrich Moellhausen e al capo ufficio stampa dell'ambasciata tedesca Herbert von Borch, affinché non si emanasse il «pazzesco comunicato» con la «stupida frase "comunisti badogliani"», attribuito al quartier generale di Hitler a Berlino, e si lasciasse a loro la stesura dell'annuncio della rappresaglia.
Lo storico comunista Roberto Battaglia ipotizza che la scelta dei termini da parte dei tedeschi non fosse casuale, ma dettata da un «atroce sarcasmo» volto ad irridere all'unità della Resistenza come a un'utopia. Robert Katz ritiene invece che i tedeschi, informati delle tensioni interne alla Resistenza e della contrarietà dei militari a questo tipo di azioni, e dunque pur sapendo che l'attentato era opera di un gruppo di sinistra (ma ignorando quale), ne attribuirono la responsabilità anche ai primi, con l'obiettivo di attirare anche su di loro il biasimo dell'opinione pubblica e indurli a una dissociazione dall'accaduto che avrebbe accresciuto le divisioni nella Resistenza.
In un'intervista del 1994, Rosario Bentivegna ha rivendicato come corretta e non contraddittoria la definizione di «comunisti badogliani» per i gappisti, i quali avrebbero agito in ottemperanza alle direttive generali del governo Badoglio di scacciare i tedeschi e liquidare il fascismo, nonostante non riconoscessero l'autorità del rappresentante militare del governo a Roma, generale Quirino Armellini.
La ricostruzione del processo decisionale che condusse all'eccidio presenta rilevanti margini d'incertezza, in quanto si basa principalmente sulle deposizioni difensive rese dagli uomini dell'esercito tedesco nei processi che ebbero luogo nel dopoguerra. Secondo tali fonti, il colonnello Dietrich Beelitz (capo ufficio operazioni dello stato maggiore del feldmaresciallo Kesselring) avrebbe dapprima ricevuto, dal comando supremo in Germania, l'ordine proveniente dallo stesso Adolf Hitler di evacuare l'intero quartiere ove si trova via Rasella, farlo saltare in aria e fucilare cinquanta civili per ogni soldato tedesco morto nell'attentato; tuttavia tale disposizione di Hitler non sarebbe stata presa in seria considerazione dallo stesso Beelitz, in quanto da lui valutata come «uno sfogo d'ira del momento»; successivamente altri ordini di Hitler, pervenuti la sera del 23 marzo, avrebbero imposto di fucilare dieci italiani per ogni tedesco morto, e di eseguire tale rappresaglia entro ventiquattr'ore. Di tali presunti ordini di Hitler non esistono peraltro né tracce scritte, né testimonianze dirette.
Nella tarda serata del 23, mentre già era in corso di compilazione la lista degli ostaggi da fucilare, Kappler diede ordine di cercare gli attentatori, ma senza curarsi dell'esecuzione di tale direttiva e senza attivare la polizia italiana; secondo la sentenza di primo grado del processo a suo carico (1948), «La ricerca degli attentatori non costituì l'attività prima del comando di polizia tedesca, ma fu effettuata in maniera blanda come azione marginale e successiva alla preparazione degli atti di rappresaglia». Né la radio tedesca né quella repubblichina diedero notizia dell'attentato (fu anzi diramata una velina con l'ordine di non parlarne).
Nell'eccidio delle Fosse Ardeatine, compiuto il 24 marzo, furono uccisi quasi tutti i detenuti nelle carceri di via Tasso e Regina Coeli, tra cui il colonnello Giuseppe Cordero Lanza di Montezemolo e Pilo Albertelli, comandanti rispettivamente della resistenza militare e delle Brigate Giustizia e Libertà del Partito d'Azione. Soltanto il giorno dopo, a mezzogiorno del 25 marzo, i tedeschi diedero (assieme alla notizia di avere già eseguito la rappresaglia) notizia ufficiale dell'attentato, mediante la pubblicazione sui giornali del seguente comunicato, che era stato emanato dal comando tedesco di Roma alle 22:55 del 24 marzo:
Il Comando tedesco è deciso a stroncare l'attività di questi banditi scellerati. Nessuno dovrà sabotare impunemente la cooperazione italo-tedesca nuovamente affermata. Il Comando tedesco, perciò, ha ordinato che per ogni tedesco ammazzato dieci criminali comunisti-badogliani saranno fucilati. Quest'ordine è già stato eseguito.»
Le vittime della strage furono in realtà 335: alla cifra di 320 stabilita dagli ordini superiori Kappler aggiunse di sua iniziativa altre quindici persone (dieci per il trentatreesimo soldato morto e cinque per errore), la cui uccisione non fu resa nota, cosicché tutti i comunicati e gli articoli pubblicati in quei giorni annunciarono l'uccisione di 320 prigionieri.

Il comunicato tedesco successivo all'eccidio delle Fosse Ardeatine pubblicato su Il Messaggero del 25 marzo 1944
Lo stesso comunicato riprodotto su La Stampa del giorno seguente

## Le reazioni

### La posizione della Santa Sede
Il 26 marzo L'Osservatore Romano pubblicò il comunicato tedesco che riportava la notizia dell'attentato e annunciava l'avvenuta rappresaglia, facendolo seguire da un commento non firmato che esprimeva pietà per le vittime dei due eventi, condannandoli entrambi: «Trentadue vittime da una parte: trecentoventi persone sacrificate per i colpevoli sfuggiti all'arresto, dall'altra». Il testo si concludeva con un appello: «non si può, non si deve spingere alla disperazione ch'è la più tremenda consigliera ma ancora la più tremenda delle forze, invochiamo dagli irresponsabili il rispetto per la vita umana che non hanno il diritto di sacrificare mai; il rispetto dell'innocenza che ne resta fatalmente vittima; dai responsabili la coscienza di questa loro responsabilità verso se stessi, verso le vite che vogliono salvaguardare, verso la storia e la civiltà».
La posizione assunta dal Vaticano è stata oggetto di vari dibattiti e polemiche: tra gli autori che hanno asserito che papa Pio XII avrebbe potuto scongiurare la rappresaglia e coloro che hanno escluso l'esistenza di tale possibilità; e tra chi ha rimproverato al Vaticano una "scelta di campo" antipartigiana, individuando nel comunicato l'origine della tesi per cui l'eccidio fu l'effetto della mancata presentazione degli attentatori ai tedeschi, e chi invece ha giustificato l'atteggiamento della Chiesa, essendo la condanna della lotta armata a Roma un punto fermo della sua strategia diplomatica, mirante a evitare che la città diventasse un campo di battaglia.

### Il comunicato tedesco del 26 marzo
Il 26 marzo, a complemento di precedenti disposizioni sul rispetto della città aperta, il comando superiore tedesco proclamò che a Roma non vi erano «né truppe d'impiego né apprestamenti militari» e che al suo interno non venivano compiuti traffici militari, quindi lanciò un ammonimento: qualora i «comunisti-badogliani» avessero compiuto altre «vili imboscate», sarebbe stato «costretto a prendere i provvedimenti militari» ritenuti «necessari all'interesse della condotta delle operazioni in Italia».

### La posizione del CLN
La giunta militare si riunì nel pomeriggio del 26 marzo, nel bel mezzo della crisi che il CLN attraversava da febbraio e che, proprio la mattina del 24 marzo, aveva spinto il suo presidente Ivanoe Bonomi a rassegnare le dimissioni, a causa del sospetto che le sinistre stessero preparando un governo rivoluzionario. Secondo le memorie di Giorgio Amendola, durante la riunione egli chiese che fosse emanato un comunicato che, oltre a condannare l'eccidio, rivendicasse l'azione partigiana. Tuttavia, quest'ultima proposta trovò l'opposizione del delegato della Democrazia Cristiana, Giuseppe Spataro, il quale contestò l'opportunità dell'attentato e al contrario chiese un comunicato di dissociazione, proponendo inoltre che ogni futura azione fosse preventivamente approvata dalla giunta. Nell'«aspra discussione» che ne scaturì, Amendola replicò che, nel caso in cui la proposta democristiana fosse stata approvata, i comunisti sarebbero stati «costretti a prendere la [loro] libertà d'azione, anche a costo di uscire dal CLN». Poiché le deliberazioni venivano prese solo all'unanimità, nessuna delle due mozioni fu approvata, cosicché Amendola dichiarò «con una certa indignazione» che i comunisti si sarebbero autonomamente assunti – «con fierezza» – la responsabilità dell'attentato. La rivendicazione del PCI avvenne su l'Unità clandestina del 30 marzo tramite un comunicato dei GAP scritto da Mario Alicata (datato 26 marzo), in cui tra l'altro si affermava che, in risposta al «comunicato bugiardo ed intimidatorio del comando tedesco», le azioni gappiste a Roma non sarebbero cessate «fino alla totale evacuazione della capitale da parte dei tedeschi».
Su sollecitazione del segretario socialista Pietro Nenni, il 31 marzo Bonomi accettò di scrivere a nome del CLN «una nota di indignazione e di protesta» verso la strage delle Fosse Ardeatine. Il comunicato fu il risultato di un compromesso trovato dopo una serie di riunioni, discussioni e proposte di mediazioni, delle quali in mancanza di documentazione non è mai stato possibile ricostruire l'andamento. Sebbene comparve sulla stampa clandestina a metà aprile, per nascondere l'esitazione e il dissenso interni era retrodatato al 28 marzo. Definito l'attentato «un atto di guerra di patrioti italiani», il comunicato del CLN vedeva nell'eccidio «l'estrema reazione della belva ferita che si sente vicina a cadere», alla quale le «forze armate di tutti i popoli liberi» (gli eserciti alleati avanzanti) avrebbero presto inferto «l'ultimo colpo». Il testo non conteneva alcun riferimento alla prosecuzione delle azioni partigiane, invocata invece dal precedente comunicato comunista.

## Effetti sulla guerra antipartigiana
Dollmann riporta nelle sue memorie che insieme alla rappresaglia delle Fosse Ardeatine fu concepita un'ulteriore misura punitiva: il comandante supremo delle SS Heinrich Himmler ordinò al suo luogotenente in Italia, generale Karl Wolff, di organizzare «l'esodo forzoso dalla capitale della popolazione maschile dei quartieri più pericolosi, famiglie comprese, rastrellando le persone fra i diciotto e i quarantacinque anni». Per eseguire l'operazione, Wolff giunse a Roma la sera del 24 marzo (poche settimane prima aveva represso con delle deportazioni lo sciopero generale nel Nord Italia). La mancata realizzazione del piano è attribuita al rifiuto di Kesselring di distogliere dal fronte di Anzio le ingenti forze necessarie per l'operazione, la quale venne dunque rimandata fino a «cadere nel dimenticatoio». Secondo uno studio condotto dal ricercatore Pierluigi Amen, il rastrellamento del Quadraro del 17 aprile, deciso in seguito a un attentato partigiano del 10 aprile, costituì un'embrionale realizzazione dei ben più estesi piani concepiti dopo via Rasella menzionati da Dollmann. Lo stesso giorno del rastrellamento i tedeschi emisero un comunicato intimidatorio in cui si lamentava la recente uccisione alla periferia di Roma di «parecchi soldati germanici», si deplorava la «poca comprensione» che «alcuni ambienti» avrebbero dimostrato verso la «dura risposta germanica» all'attentato di via Rasella (ossia verso l'eccidio delle Fosse Ardeatine), e si avvertiva la popolazione romana che essa avrebbe potuto evitare tali misure «partecipando attivamente alla lotta contro la delinquenza politica e informando il Comando superiore germanico».
L'azione partigiana indusse inoltre i tedeschi a intensificare le misure per la sicurezza delle truppe. Lo stesso 23 marzo, alle truppe dipendenti dal comandante supremo del sud-ovest fu ordinato: «In futuro nelle località maggiori si dovrà marciare soltanto in ordine sparso, con adeguata protezione alla testa, alle spalle e ai fianchi. Durante la marcia le armi devono essere costantemente pronte a sparare. Bisogna rispondere immediatamente qualora dalle case venga fatto fuoco o si verifichino analoghi fatti ostili». In aggiunta, il 7 aprile Kesselring dispose: «Contro le bande si agirà con azioni pianificate. Bisogna inoltre garantire la continua sicurezza della truppa contro attentati e attacchi. [...] In caso di attacco, aprire immediatamente il fuoco senza curarsi di eventuali passanti. Il primo comandamento è l'azione vigorosa, decisa e rapida. Chiamerò a rendere conto i comandanti deboli e indecisi, perché mettono in pericolo la sicurezza delle truppe loro affidate e il prestigio della Wehrmacht tedesca. Data la situazione attuale, un intervento troppo deciso non sarà mai causa di punizione».
L'impatto dell'attentato sull'evoluzione della guerra antipartigiana è stato discusso. Lutz Klinkhammer, alla fine di un capitolo dedicato all'eccidio del Lago Maggiore, osserva che le SS coltivavano un loro «mito dell'Italia» di cui facevano parte la «dolce vita», il sesso facile, il saccheggio finalizzato all'arricchimento personale e la certezza dell'impunità nei confronti delle violenze contro i civili (particolarmente contro gli ebrei). Conclude Klinkhammer: «Ma questo mito di un'occupazione facile del paese fu infranto massicciamente dalle azioni del movimento partigiano in costante crescita, soprattutto dopo la primavera 1944. In questa prospettiva, l'attentato di via Rasella, effettuato poche settimane dopo lo sbarco di Anzio e dopo lo sciopero generale al Nord, segnò forse anche una cesura mentale per i comandi tedeschi in Italia». Secondo Carlo Gentile, l'attentato dimostrò che le forze tedesche a Roma non erano in grado di tenere "in pugno" la città e segnò la fine «della fase di relativa quiete che i tedeschi e i fascisti riuscirono ad imporre in città». Sempre Gentile afferma che, in base alle fonti, presumibilmente non vi furono cambiamenti significativi nell'evoluzione della "guerra ai civili", la quale già dall'autunno 1943 aveva conosciuto episodi di estrema violenza al sud, e scrive che risulta «difficile ritenere che le sue immediate conseguenze fossero davvero determinanti» dato che le fonti non permettono di «affermare sulla base di prove concrete che la politica di repressione abbia subito trasformazioni decisive o si sia inasprita, almeno in un primo tempo», dato che proseguì nelle forme che aveva già assunto. Secondo Gentile, le offensive antipartigiane nelle retrovie della 14ª Armata iniziate alla fine di marzo non furono provocate dall'impressione dell'attentato, ma dalla momentanea sospensione dei combattimenti sul fronte di Cassino che, avvenuta proprio il 23 marzo in conseguenza del fallimento della prima offensiva alleata, rese possibile ai tedeschi la destinazione di forze alla lotta antipartigiana.

## La Resistenza romana dopo via Rasella

Franco Calamandrei "Cola"

Anni dopo Amendola ha ricordato che secondo il PCI «la strage delle Ardeatine imponeva uno sviluppo e non un arresto dell'azione partigiana, per rispondere al nemico colpo su colpo». Il diario di Calamandrei riporta che nei giorni successivi al massacro anche all'interno del partito si discusse sulla condotta da tenere. Dopo il comunicato tedesco del 26 marzo, si esaminò l'idea di interrompere la lotta «ma purché si diffondano nella sosta manifestini alla popolazione e ai tedeschi, i quali minaccino una ripresa terroristica se entro un termine certo l'evacuazione di Roma non sarà effettiva». Si decise invece di continuare con le azioni dei GAP, i quali il 27 marzo si introdussero nella sede della Gioventù italiana del littorio in via Fornovo, dove operavano degli enti assistenziali, lasciandovi due bombe che ferirono una donna e due bambini suscitando molto panico. Elogiati e sollecitati a continuare a «picchiar duro» dalla direzione e dalla federazione laziale del PCI, il 28 marzo, dopo aver dato in stampa il comunicato che sarebbe stato pubblicato su l'Unità due giorni dopo, i gappisti continuarono a progettare nuove azioni, che furono però rinviate più volte.
Il gruppo di Bentivegna avrebbe dovuto attaccare il camion che trasportava il corpo di guardia della Gestapo da Regina Coeli alla caserma, che si decise di colpire in largo Tassoni a mezzogiorno del 28 marzo. Tuttavia, alle ore 11:45 del giorno stabilito, mentre i gappisti erano già tutti ai loro posti, una «trafelata» staffetta portò l'ordine perentorio di sospendere l'attacco. Bentivegna ritiene tale decisione una conseguenza del disaccordo su via Rasella sorto nel CLN, che avrebbe determinato il momentaneo imporsi di un «neo-attendismo», rimosso «in seguito a una dura battaglia politica» alcuni giorni più tardi, quando era ormai sfumato «l'effetto politico e militare che avrebbe potuto avere un'immediata durissima reazione alla rappresaglia nemica». Dal diario di Calamandrei risulta invece che il 2 aprile si tenne un'altra seduta del CLN «particolarmente burrascosa», in cui al rappresentante comunista fu nuovamente «rimproverato il fatto di via Rasella» dai delegati degli altri partiti, i quali risposero all'esortazione ad agire del primo con «irritate e decise obiezioni attesistiche».

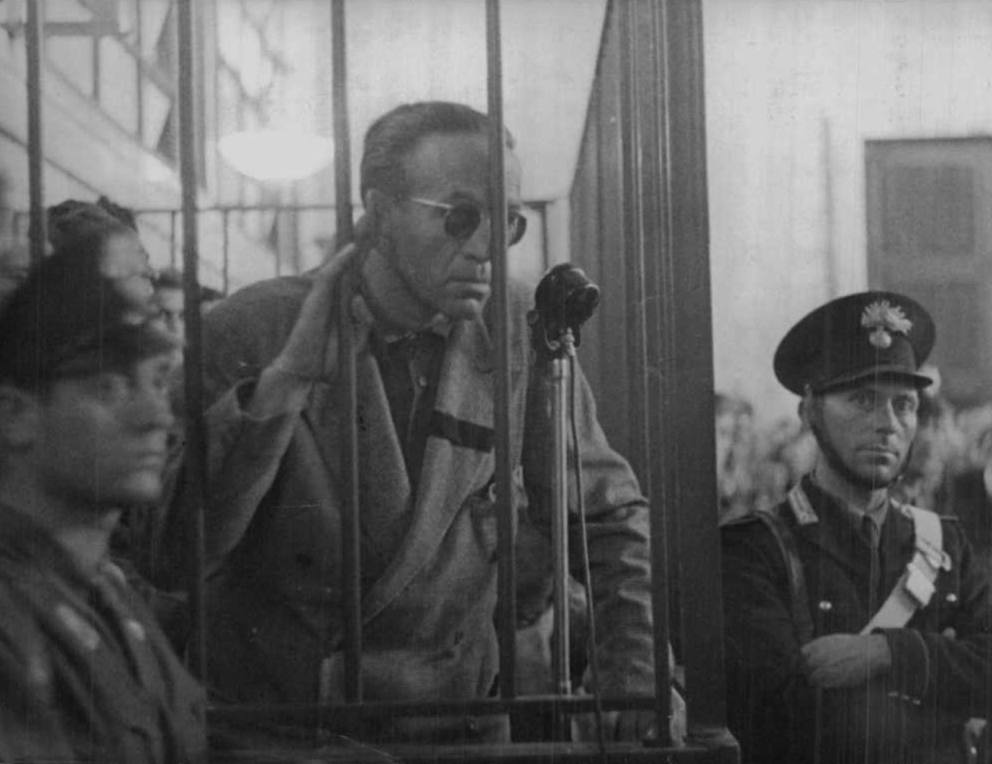
Guglielmo Blasi processato per collaborazionismo, Milano, giugno 1946

In aprile i tedeschi e i fascisti riuscirono ad arrestare molti gappisti, indebolendone in tal modo l'organizzazione clandestina. Franco Ferri, Pasquale Balsamo, Ernesto Borghesi e Marisa Musu furono catturati il 7 aprile in seguito a un conflitto a fuoco con la polizia giunta a prevenire una loro azione (un attentato alla vita di Vittorio Mussolini), ma si salvarono grazie al commissario, membro del fronte clandestino. Il 23 aprile si verificò un evento che rappresentò un duro colpo per i GAP, determinando il definitivo abbandono dei vari piani di attacco fino ad allora rimandati: la cattura del gappista Guglielmo Blasi. Dedito a furti e truffe, Blasi fu sorpreso durante il coprifuoco a scassinare un negozio e, trovato in possesso di una pistola e documenti tedeschi falsi, per evitare la pena scelse di mettersi al servizio della banda fascista di Pietro Koch, guidandola alla cattura degli ex compagni. Caddero prigionieri diversi importanti membri dell'organizzazione, tra cui Salinari e Calamandrei (ma quest'ultimo riuscì a scappare da una finestrella in un bagno della pensione Jaccarino, sede della banda Koch). Alcuni dei gappisti sfuggiti alla cattura, come Bentivegna e Capponi, si spostarono in provincia.
Dopo via Rasella le azioni gappiste a Roma subirono un drastico calo (Katz ne conta appena tre, a fronte delle quarantatré precedenti) e, all'arrivo degli Alleati agli inizi di giugno, non si verificò – a differenza che in tutte le altre grandi città d'Italia – alcuna insurrezione popolare. La storiografia più vicina al PCI ha attribuito la mancata sollevazione della città all'azione di forze conservatrici e attesiste (Vaticano, Alleati, esponenti monarchici), oltre che alle conseguenze del tradimento di Blasi. Altri autori la ritengono invece il risultato di un sostanziale fallimento della strategia insurrezionale comunista: l'attentato del 23 marzo, avendo la conseguente rappresaglia aggravato le divisioni nella Resistenza e accentuato l'atteggiamento attesista della popolazione, sarebbe stato controproducente. In proposito, la Commissione storica italo-tedesca riprende la spiegazione avanzata già nel 1945 dallo storico ed ex partigiano Roberto Battaglia, il quale scrisse che si dovesse ammettere «con sincerità» che la causa «forse più importante di tutt[e]» fosse che la maggioranza dei romani «nutriva soltanto una ansietà di pace e d'ordine, troppi dolori e troppi pericoli s'erano passati per accrescerli ancora una volta di propria volontà all'ultimo momento».

## Il rapporto tra l'attentato e la rappresaglia
L'attentato di via Rasella rappresenta, dato il suo legame con l'eccidio delle Fosse Ardeatine, uno dei principali argomenti di riflessione sull'opportunità degli attentati partigiani alla luce del ricorso alla pratica della rappresaglia da parte dei tedeschi e dei fascisti.

### Il problema delle rappresaglie
I tedeschi, conformemente alla loro concezione di "guerra totale", consideravano potenziali ostaggi da destinare alle rappresaglie non solo i prigionieri partigiani, ma anche i loro familiari e l'intera popolazione civile. Stante la pratica invalsa dall'esercito tedesco di attuare rappresaglie indiscriminate, varie furono le posizioni assunte dai diversi gruppi di resistenti, posti di fronte alla prospettiva di provocare ritorsioni sui compagni di lotta prigionieri o sui civili: in particolare, tra i partiti moderati del CLN e le formazioni militari, volendo evitare le rappresaglie, era diffuso un atteggiamento più prudente verso la lotta armata; atteggiamento criticato come "attendismo" o "attesismo" da quelle forze, soprattutto il PCI, che al contrario sostenevano la necessità di attaccare ugualmente gli occupanti.
Secondo Claudio Pavone, gli «atteggiamenti assunti dai resistenti di fronte alle rappresaglie nazifasciste si collocano lungo una linea che a un estremo ha la controrappresaglia partigiana, attraversa le posizioni di coloro che pur tenendo conto delle possibilità di rappresaglie non intendono comunque farsi dissuadere dalla lotta, e riscontra all'altro estremo una forte incentivazione all'attesismo in nome del risparmio di vite umane». Pavone ritiene che, fra i resistenti, «il punto focale del dissenso», al riguardo, stesse nell'accettare o meno che la rappresaglia funzionasse come «strumento di garanzia» a favore del nemico, in quanto piegarsi «di fronte alle rappresaglie poteva essere considerato – questo era il punto – un implicito riconoscimento del diritto del nemico a esercitarle». Di contro, Pavone cita alcuni documenti partigiani da cui si evince la preoccupazione (talora espressa in polemica con le formazioni comuniste) di non esporre la popolazione civile alle rappresaglie nemiche.
Una differenza fra i comunisti e gli altri partiti del CLN (specialmente la Democrazia cristiana e il Partito liberale) consisteva nel fatto che questi ultimi erano decisamente contrari allo «scatenamento del terrorismo urbano», e ciò sia per riserve di carattere morale, sia per il timore delle rappresaglie tedesche. Secondo Santo Peli, l'azione di tipo terroristico condotta dai GAP, se «evidenzia la diversità comunista nel panorama dell'antifascismo italiano» (orgogliosamente rivendicata dai comunisti stessi), giunge d'altra parte «a mettere a dura prova la scelta e la necessità di condurre la lotta in modo unitario» con le altre componenti del CLN.

### La situazione a Roma
A Roma l'"attesismo" trovava maggior vigore che nel Nord Italia, circostanza che Giorgio Amendola il 13 dicembre 1943 attribuì a una serie di condizioni particolari, tra cui la presenza del Vaticano, rilevando come «Tutte le manovre sulla "città aperta", sulla "internazionalizzazione" ecc. hanno avuto una notevole influenza attesista sullo spirito della popolazione». Nel dopoguerra anche lo storico iscritto al PCI Roberto Battaglia attribuì un ruolo frenante al Vaticano, definendolo «il più potente degli alleati o dei promotori dell'attesismo».
Il PCI romano espresse la propria posizione in merito al problema delle rappresaglie in un articolo pubblicato il 26 ottobre 1943 sull'edizione romana (clandestina) de l'Unità, intitolato Agire subito, che polemizzava contro le posizioni di tipo attendista, affermando la necessità di combattere subito e con tutti i mezzi possibili contro i nazifascisti, nonostante la minaccia di gravi rappresaglie da parte del nemico:
a) alle nostre azioni d'importanza scarsa e limitata, i tedeschi reagiranno col terrore, per un loro morto ce ne saranno venti nostri, per un magazzino distrutto, bruceranno un intero villaggio;
b) perché ben poco di utile potremmo noi fare ora; bisogna attendere che gli anglo-americani siano vicini, allora ci sarà possibile intervenire nella lotta utilmente;
c) poiché la nostra organizzazione politica e militare è debole, se agiamo subito, prima di esserci consolidati, la reazione che provocheremo ci stroncherà e liquiderà la nostra organizzazione.
Orbene, tutti questi ragionamenti sono completamente errati dal punto vista politico, organizzativo e militare.»
L'articolo proseguiva elencando cinque ordini di motivi in base ai quali il Partito comunista riteneva «necessario agire subito e ampiamente contro i tedeschi e contro i fascisti, contro le cose e contro le persone»; ossia: 
1. «Per poter abbreviare la durata della guerra e liberare al più presto il popolo italiano dall'oppressione tedesca e fascista»;
2. «per risparmiare decine di migliaia di vite umane e la distruzione di tutte le nostre città e villaggi. È vero che la lotta contro i tedeschi ed i fascisti costerà sacrifici, vittime e sangue. Ma questa lotta è necessaria per abbreviare l'occupazione tedesca dell'Italia»;
3. «perché solo nella misura in cui il popolo italiano concorrerà attivamente alla cacciata dei tedeschi dall'Italia, alla sconfitta del nazismo e del fascismo, potrà veramente conquistarsi l'indipendenza e la libertà. Noi non possiamo e non dobbiamo attenderci passivamente la libertà dagli anglo-americani»;
4. «per impedire che la reazione tedesca e fascista possa liberamente dispiegarsi indisturbata. Se noi non passiamo subito all'attacco, i tedeschi il terrore lo faranno ugualmente. Essi lo stanno già facendo»;
5. «perché la nostra organizzazione si consolida e si sviluppa nell'azione».

L'articolo si concludeva riaffermando la necessità di 
Costoro, coscientemente o no, collaborano coi tedeschi. No, non siamo noi a scatenare il terrore tedesco; ma il terrore tedesco lo hanno scatenato coloro che hanno voluto la guerra, coloro che hanno voluto e favorito l'occupazione dell'Italia da parte dei tedeschi. [...] Noi invece, agendo subito [...], vogliamo affrettare la cacciata dei banditi tedeschi dall'Italia, vogliamo al più presto liberare il nostro paese dal flagello del nazismo e del fascismo.»

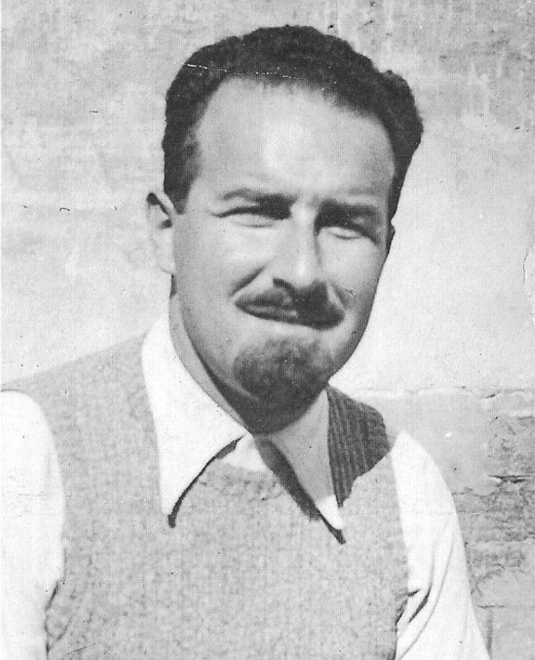
Eugenio Colorni, capo partigiano socialista

Negli altri partiti di sinistra erano diffuse posizioni contrastanti: il 30 ottobre 1943 il giornale azionista L'Italia libera, in risposta all'eccidio di Pietralata, esortò il popolo italiano a non temere le rappresaglie in quanto «l'arma dell'intimidazione si ritorce su chi l'usa»; ma il capo partigiano socialista Eugenio Colorni, più cauto, a novembre scrisse: «Le azioni contro i tedeschi sono permesse solo quando sia possibile eliminarne ogni traccia, perché altrimenti darebbero luogo a troppo gravi rappresaglie. E principalmente quello a cui si mira sono le azioni di sabotaggio». L'11 dicembre le direzioni romane dei tre partiti di sinistra illustrarono la loro politica militare alle rispettive direzioni del nord con un documento che, in merito alla lotta armata, dichiarava:

Il colonnello Montezemolo, capo del Fronte militare clandestino

Nettamente divergenti, sia per condotta raccomandata sia per obiettivi, erano le direttive che il colonnello Montezemolo, comandante del Fronte militare clandestino, diramò il 10 dicembre attraverso l'Ordine 333 Op. Dopo aver affermato che in «Italia, terreno e popolazione poco si prestano alla guerriglia. Tuttavia, in obbedienza all'impegno del Governo di condurre a fondo la guerra al tedesco, è nostro dovere sviluppare con ogni energia tale forma di guerra in tutto il territorio occupato», detto ordine, al punto 9 ("organizzazione ed azione delle bande"), recitava:
Quattro giorni dopo, il Comando supremo dell'Esercito Cobelligerante Italiano rivolse alle formazioni partigiane dipendenti una direttiva (scritta da Montezemolo e firmata dal capo di Stato maggiore Giovanni Messe) che, ribadita l'esclusione di «atti aggressivi» nelle grandi città, raccomandava di valutare il rischio di ogni azione armata, da effettuare «contro singoli elementi tedeschi [...] in base a situazione e possibilità ed a un giusto esame del tedesco e delle possibili rappresaglie in relazione all'obbiettivo da conseguire». Analoghe direttive provenivano dai generali Quirino Armellini (dal 24 gennaio 1944 comandante del Fronte militare) e Roberto Bencivenga (successore del primo nella stessa carica a partire dal 22 marzo), i quali avevano dato disposizioni affinché non venissero compiuti attentati in città, ritenendo che i loro risultati si fossero «dimostrati sempre più nocivi che utili» e che fossero quindi «inopportuni, per i pericoli della reazione tedesca che avrebbero potuto provocare».

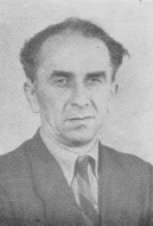
Luigi Longo, dirigente del PCI e comandante delle Brigate Garibaldi

L'8 gennaio 1944, dalla direzione del PCI di Milano Luigi Longo, comandante generale delle Brigate Garibaldi, inviò alla direzione romana del partito una lettera in cui criticava duramente l'operato del CLN centrale, accusandolo di non aver «agito come governo di fatto, come organo propulsore e regolatore di tutta questa lotta». Nella lettera di Longo la dichiarazione congiunta delle direzioni romane dei tre partiti di sinistra veniva contestata in più punti, compreso quello relativo alle azioni armate:
La valutazione di Longo secondo cui i tedeschi, incalzati dagli attacchi partigiani, avrebbero prima o poi giudicato controproducente e quindi abbandonato la pratica dell'esecuzione di ostaggi per rappresaglia si rivelò errata; risulta del resto priva di fondamento l'asserzione del dirigente comunista secondo cui l'abbandono di tale pratica si era già verificato in Francia.
Diversamente dal PCI, Bandiera Rossa espresse dei dubbi sull'opportunità di attacchi che avrebbero potuto provocare rappresaglie verso i propri militanti prigionieri.

### Dichiarazioni successive
Gli esponenti del PCI romano hanno spiegato più volte negli anni la loro posizione circa il problema delle rappresaglie in deposizioni processuali, discorsi, memorie e interviste: pur coscienti del rischio di dure rappresaglie, non solo contro partigiani prigionieri ma anche contro civili estranei alla lotta, dopo alcune esitazioni iniziali scelsero di non piegarsi al "ricatto" del nemico, di non rinunciare a colpirlo e anzi di rispondere ai massacri «colpo su colpo» con altri attacchi. D'altro canto, hanno affermato di non aver previsto che i tedeschi avrebbero reagito all'attentato di via Rasella con una rappresaglia dalle caratteristiche – modalità, entità e tempistica – dell'eccidio delle Fosse Ardeatine.

#### Dichiarazioni dei dirigenti
In una lettera non firmata inviata dal centro dirigente del PCI di Roma a quello di Milano il 30 marzo 1944, sei giorni dopo la strage, i comunisti romani rivendicarono di avere, all'interno della giunta militare del CLN, «portato fin dal primo annuncio delle rappresaglie tedesche la questione di rispondere intensificando l'azione», e di aver invitato gli altri partiti a fare altrettanto.
Giorgio Amendola, chiamato a deporre come testimone al processo Kappler del 1948, interrogato sulla previsione delle rappresaglie da parte dei partigiani, rispose: «Il comando tedesco non aveva mai lanciato avvertimenti. Comunque era stato preso in considerazione il problema della rappresaglia sul piano generale europeo: ma non si poteva assolutamente accettare il disarmo che avrebbe condannato i movimenti di liberazione nazionale. Non ci si poteva arrendere di fronte al vile e disumano ricatto nazista».
Nella sua deposizione, Riccardo Bauer, all'epoca delegato azionista presso la giunta militare del CLN, affermò che fu la mancata previsione dell'entità che avrebbe assunto la reazione tedesca a determinare la decisione di attaccare: «debbo dire che se avessimo supposto che i tedeschi avrebbero reagito in modo così bestiale, non avremmo mosso un dito. Credevamo di combattere un esercito di soldati e non un'accolta di belve».
Durante una celebrazione, nel 1954 Amendola disse:
Nel 1964, sempre Amendola scrisse in una lettera privata al politico radicale Leone Cattani:
Inoltre aggiunse: «non avevo preveduto le conseguenze dell'azione compiuta: le precedenti azioni dei GAP non erano state seguite da rappresaglie immediate. Invece questa volta s'era scatenato l'inferno». A ogni modo, circa la strage delle Fosse Ardeatine scrisse di aver «sempre sentito fortemente la responsabilità di quella tragedia». Concetti analoghi sono ribaditi nelle memorie di Amendola edite nel 1973, in cui si legge che, prima dell'attentato di via Rasella, «i tedeschi avevano reagito di fronte ai colpi dei GAP, accelerando il ritmo dei processi romani e della esecuzione delle condanne, con le fucilazioni eseguite a Forte Bravetta», ma che tuttavia questo non poteva fermare la lotta: «Il problema delle rappresaglie era stato posto e risolto una volta per sempre all'inizio della guerra partigiana, in Italia, come prima in Francia e negli altri paesi occupati dai nazisti. Accettare il ricatto della rappresaglia voleva dire rinunciare in partenza alla lotta. Questa era la linea che avevamo coerentemente seguito fin dall'inizio dell'occupazione tedesca in Francia e poi in Italia». Nonostante la drastica scelta iniziale, Amendola scrisse di non aver potuto trattenere la commozione allorché, il 25 marzo, Giuliana Benzoni lo aveva informato della rappresaglia delle Fosse Ardeatine: «All'annuncio della strage diventai pallido. [...]. Si aveva un bel risolvere una volta per sempre la questione delle rappresaglie, ma ogni volta il problema si ripresentava nella sua tragica e concreta umanità, ed io non potevo negare la parte di responsabilità individuale che mi spettava per quello che era avvenuto».
In un promemoria, scritto nel 1949 a beneficio della difesa dei partigiani durante il processo civile per l'attentato e pubblicato nel 1985, Riccardo Bauer riferì:

#### Dichiarazioni dei gappisti
Intervistato nel 1964, Bentivegna negò che «tra l'azione di via Rasella e l'eccidio delle Fosse Ardeatine vi sia un rapporto da causa ad effetto». Affermò inoltre di non sentire alcuna responsabilità per la strage, spiegandosi con un esempio: «Se io ti do un colpo, e tu per vendicarti ammazzi mia moglie, la responsabilità non è certo mia. È una questione che non riguarda me, ma te. Sei tu che hai ammazzato mia moglie, non io».
Nelle sue memorie, scritte a partire dagli anni cinquanta ed edite nel 1983, Bentivegna ha ricordato che i gappisti si trovarono per la prima volta di fronte al problema delle rappresaglie sul finire dell'ottobre 1943, quando, nel timore che dei compagni fatti prigionieri potessero essere uccisi per rappresaglia, fu annullato un attentato contro gli esponenti della RSI Guido Buffarini Guidi e Francesco Maria Barracu presso un ristorante del centro:
Accettammo l'ordine ma ci si affollarono alla mente mille problemi ancora non risolti da noi. Per la prima volta ci apparve in tutta la sua sinistra brutalità l'ignobile ricatto del nemico.
[...] la sua [di Leporatti, ndr] angoscia si comunicò a noi, ma sentivamo che la spinta umana che la generava era in contraddizione con gli obiettivi che ci ponevamo [...] quella guerra, contro quel nemico, comportava rischi gravissimi non soltanto per la nostra vita, ma anche per quella di altri, compagni o cittadini inconsapevoli. Questa era la contraddizione in cui ci muovevamo: noi avevamo accettato l'idea di poter morire, ma intanto avremmo potuto esporre alla morte per rappresaglia proprio coloro per i quali eravamo disposti a rinunciare alla vita.»

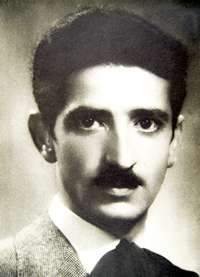
Il professor Gioacchino Gesmundo, ucciso alle Fosse Ardeatine. Nel corso di lezioni sulla lotta armata impartite ai gappisti, Gesmundo insegnò loro a non farsi arrestare dal timore delle rappresaglie.

Bentivegna aggiunge che a dicembre, dopo una serie di azioni contro militi della RSI, quando il loro comando «dette il via per attacchi militari ai tedeschi», i gappisti sollevarono «una quantità di obiezioni», tra cui, «prima di tutto, la preoccupazione delle rappresaglie». Avevano infatti previsto che attaccare truppe tedesche sarebbe stato diverso dal colpire i fascisti: per gli attacchi a questi ultimi sembrava che i tedeschi «non se la fossero presa troppo» limitandosi a proibire le manifestazioni fasciste, ma «[c]ertamente diversa, pensavamo, sarebbe stata la loro reazione se avessimo cominciato a colpire anche loro». Conseguentemente, per vincere le resistenze all'azione dei giovani militanti dei GAP, il PCI organizzò a casa di Carla Capponi diverse riunioni e discussioni sull'argomento, nelle quali Gioacchino Gesmundo insegnava loro a non temere le rappresaglie, rappresentando i partigiani «gli elementi più avanzati di una lotta cui partecipa la stragrande maggioranza del popolo», da cui avrebbero ricevuto rispetto e protezione.
Commentando l'azione contro il corpo di guardia tedesco di Regina Coeli, avvenuta il 26 dicembre 1943, Bentivegna scrive che a quell'epoca la posizione dei GAP «di fronte al problema della rappresaglia era cambiata. La paura del ricatto nemico, che ci aveva legato le mani nei primi mesi di occupazione, aveva lasciato posto alla decisione di condurre la guerra senza esclusione di colpi e senza cedimenti».
Nel corso di un'intervista del 1982, fu domandato a Bentivegna: «Prima o dopo via Rasella ci furono altre rappresaglie naziste?». L'ex gappista rispose: «Qualche volta, a Forte Bravetta, i tedeschi fucilavano, a gruppi di dieci, dei condannati a morte. E riferivano l'esecuzione a certe azioni partigiane. Almeno una volta, che io sappia, lo fecero». In un'intervista del 1993, alla domanda «alle vostre azioni di quella fase [prima del 23 marzo] seguivano sempre rappresaglie tedesche?», Bentivegna invece rispose: «No, erano apparsi vari manifesti e avvisi che annunciavano che per ogni tedesco ucciso sarebbero stati fucilati dieci italiani, ma non hanno mai dato seguito in città a queste rappresaglie. Sapevamo che lo facevano in campagna, ma qui non succedeva, come non successe dopo che uccidemmo 16 tedeschi in piazza Barberini». In un'intervista dell'anno successivo si corresse parzialmente ricordando la rappresaglia del 7 marzo, sempre nella proporzione di dieci a uno, per l'uccisione di un militare tedesco in piazza dei Mirti da parte di un gappista.
Nel 1994, Bentivegna affermò: «il discorso era questo: dovevamo accettare il ricatto? Noi ci siamo risposti di no, e sapevamo che queste azioni che noi portavamo a termine avrebbero potuto comportare delle rappresaglie». Ancora: «La rappresaglia l'avevamo messo [sic] nel conto loro e noi. Si trattava di vedere se era giusto arrendersi perché ci sarebbe stata una rappresaglia o continuare la lotta. E noi decidemmo per la seconda ipotesi e continuammo anche dopo l'azione tedesca». Carla Capponi invece disse che molte persone avevano chiesto loro come si sarebbero comportati se, prima di compiere l'attentato, avessero saputo che ci sarebbe stata una rappresaglia di tale portata; a tale domanda rispose: «noi [l'attacco] l'avremmo fatto lo stesso perché la Resistenza non può prescindere dall'esistere senza pensare che poi il nemico si avvarrà di tutti gli strumenti che ha per le ritorsioni, questo non c'è dubbio, ma il nemico va combattuto comunque». Due anni dopo Bentivegna ribadì: «Noi sapevamo che i nazisti avevano fatto rappresaglie mostruose. Questo problema l'avevamo affrontato da tempo. Ma se non spariamo ai tedeschi, ci dicemmo, che razza di guerra facciamo? Decidemmo di correre il rischio della rappresaglia per salvare l'onore del paese».
Circa l'eccidio delle Fosse Ardeatine, Marisa Musu affermò: «Quello è stato realmente un grosso, un grosso trauma; perché nessuno se l'aspettava. Noi abbiamo fatto anche delle azioni abbastanza consistenti: poi non abbiamo mai saputo quanti morti ci sono stati perché i tedeschi non l'hanno mai detto. Certo, non ne avevamo mai ammazzati trenta tutti insieme; però, in realtà rappresaglie non ce n'erano state. Cioè, si era ucciso, si era fucilato eccetera; però in realtà non si era mai collegato. Quindi per noi direi che è stato indubbiamente, un grande, un grande choc, eravamo sconvolti perché era una cosa... certamente non l'avevamo previsto». Secondo la testimonianza di Mario Fiorentini: «Quando noi abbiamo iniziato sapevamo che potevamo andare incontro alla rappresaglia. Come ci saremmo comportati? [...] Ma noi pensavamo a una trattativa, pensavamo a una fase negoziata». Fiorentini chiarì meglio la sua ipotesi nella propria "autobiografia orale" pubblicata nel 2015: «Anche Kappler poteva fallire, gli andarono tutte le cose a favore, lui ha avuto una grande volontà di fare la strage delle Ardeatine. Perché se l'eccidio fosse stato rinviato al giorno dopo si sarebbe aperta tutta una prospettiva diversa; a quel punto il Vaticano non poteva dire che non sapeva, noi non potevamo dire che non sapevamo, e si sarebbe mossa tutta l'Italia. - I partigiani avevano prigionieri tedeschi in varie parti d'Italia; potevamo dire noi uccidiamo i prigionieri e ne sarebbe scaturita tutta una nuova situazione».
Carla Capponi tornò sulla questione nelle sue memorie pubblicate nel 2000: «Noi non avevamo previsto rappresaglie né potevamo piegarci a quel ricatto. [...] Nelle "lezioni" che Amendola, Gesmundo, Pellegrini e Lusana avevano tenuto in casa mia, ci era stato detto con chiarezza che alle azioni repressive tedesche si doveva reagire colpo su colpo, che il nemico avrebbe usato tutti i mezzi leciti e illeciti per indurci a desistere, a consegnarci, a rinunciare; che rappresaglie erano state compiute in ogni parte d'Europa e che prima ancora, nella guerra di Spagna, questo drammatico dilemma era stato definitivamente risolto con la scelta di lotta a oltranza».

### Valutazioni storiografiche
Nel diario di Pier Fausto Palumbo, membro della Resistenza romana, si legge che la pratica dei tedeschi di fucilare dieci prigionieri per ogni loro soldato ucciso in azioni di resistenza – che il 25 marzo Palumbo definì «consueto sistema del 'dieci per uno'» – ebbe inizio con l'occupazione dell'Italia nel settembre 1943.
Agli inizi del dicembre 1943 la stampa diede notizia di una rappresaglia dieci per uno, eseguita a Firenze il 2 dicembre a seguito di un attentato gappista che il giorno precedente aveva ucciso il tenente colonnello Gino Gobbi, comandante del locale distretto militare della RSI.
L'8 gennaio 1944 il dirigente comunista Luigi Longo invitò i comunisti romani a non tener conto delle rappresaglie contro i prigionieri nel valutare la convenienza degli attacchi partigiani, poiché «il morto tedesco non si può contrapporre ai dieci ostaggi fucilati».
Il 9 febbraio il foglio clandestino romano il partigiano, nel commentare la rappresaglia eseguita a Forte Bravetta il 2 febbraio, menzionò fucilazioni di ostaggi nella «misura di dieci ostaggi per ogni tedesco».
Il 25 marzo, dopo l'attentato di via Rasella e prima che fosse annunciata l'avvenuta rappresaglia, in una conversazione telefonica intercettata una donna, in pena per uno dei prigionieri, commentò: «Ogni volta che succede uno di quei fatti vanno là e ne prendono 10 per ogni tedesco».
In un'opera del 1995 sui crimini di guerra tedeschi in Italia, Friedrich Andrae afferma che la rappresaglia dieci per uno ordinata dopo l'attentato del 23 marzo «corrisponde all'uso nei territori di competenza del comandante in capo del fronte sud-ovest» (Kesselring).
Un rapporto britannico del dopoguerra, parzialmente pubblicato in un libro di Michele Battini e Paolo Pezzino del 1997, menziona un «elenco di ordini» spediti dal Comando di Piazza tedesco di Bologna, datato 1º agosto 1944, che riporta «specificatamente che se soldati tedeschi cadono vittime di attacchi da parte di civili, dieci italiani validi saranno passati per le armi per ogni tedesco ucciso».
Lo storico Gerhard Schreiber rileva come la 10ª Armata tedesca – come peraltro il comandante della piazza di Roma – nei proclami che punivano gli atti ritenuti ostili contro le forze armate tedesche, non precisassero la quota da uccidere nelle rappresaglie. Questa omissione probabilmente non era casuale dato che in Italia – come altrove – i vertici della Wehrmacht non si attenevano alla proporzione di 10 a 1, la quale peraltro non era fissata né nella IV Convenzione dell'Aja né in altri regolamenti, ma davano spesso ordine di uccidere un numero molto più elevato di persone.
In un volume del 2015 sui crimini di guerra tedeschi in Italia, Carlo Gentile afferma che nell'Italia occupata non sarebbero esistite disposizioni che imponessero un numero preciso di ostaggi da fucilare e che il «ricorrente» rapporto di dieci a uno fu soggetto a numerose eccezioni, venendo alterato per eccesso o per difetto in base alle disposizioni dei comandi locali.
Joachim Staron rileva come «infondata» la diffusa «affermazione secondo cui la rappresaglia nella proporzione di uno a dieci era espressamente consentita dalle norme dello ius in bello allora vigenti».
La storiografia sull'argomento è caratterizzata da molteplici interpretazioni e giudizi in merito al rapporto che lega via Rasella e le Fosse Ardeatine.
Riprendendo le dichiarazioni dei membri del PCI romano, alcuni autori hanno sostenuto che la rappresaglia – nella sua stessa eventualità o comunque nelle sue modalità e dimensioni – non fu prevista dagli attentatori. Tale posizione è argomentata sostenendo che il modo di agire dei GAP non avrebbe contemplato – legittimamente o colpevolmente – un'attenta valutazione delle possibili conseguenze degli attacchi; oppure che la rappresaglia sarebbe stata oggettivamente imprevedibile. L'imprevedibilità sarebbe provata sia dall'asserita mancanza di significative reazioni agli attacchi partigiani già condotti in precedenza nella stessa Roma (a cui assimilano l'azione del 23 marzo tendendo a ridimensionare l'eccezionalità di quest'ultima), sia dal non rinvenimento di leggi di guerra od ordinanze tedesche che, nel caso di attentati subiti per mano di forze irregolari, prevedessero rappresaglie rigorosamente nella forma dell'esecuzione di un preciso numero di ostaggi per ogni militare ucciso.
Al contrario, altri autori hanno individuato proprio nella volontà di scatenare una prevedibile reazione tedesca, violenta al punto da indurre la popolazione a schierarsi attivamente contro gli occupanti, uno dei motivi che spinsero i partigiani comunisti a effettuare, nel pieno centro di Roma, un attacco che giudicano di portata senza precedenti. Formulata inizialmente per affermare la "moralità rivoluzionaria" della generale strategia dei GAP, la tesi della rappresaglia cercata è stata in seguito proposta soprattutto dai loro critici, i quali ne hanno rilevato l'attitudine ad anteporre il raggiungimento dei propri obiettivi alla sorte della popolazione e dei prigionieri. La prevedibilità di una dura rappresaglia sarebbe derivata da una generale notorietà della condotta degli eserciti di occupazione dell'Asse, compreso quello italiano, i quali in circostanze analoghe avevano già fatto abbondantemente ricorso a tale pratica su tutti i fronti del conflitto. Alcuni di questi autori ritengono che, anche in assenza di precise disposizioni e di proclami, fossero inoltre prevedibili sia la specifica forma assunta dalla rappresaglia (esecuzione di prigionieri), sia la sua eccezionale portata (da rapportare a quella dell'attentato). Sarebbe infatti bastato, secondo tali storici, osservare la condotta tenuta dai tedeschi nella stessa Roma nelle settimane e nei mesi precedenti, allorché, in seguito ad alcuni attentati ai danni di uno o più dei loro soldati, avevano reagito fucilando a Forte Bravetta gruppi di una decina di prigionieri, in genere prelevati da via Tasso.
Secondo altri autori, i criteri con cui i GAP condussero la lotta contro i nazifascisti furono quelli di accettare «la logica della guerra totale» attaccando «con tutti i mezzi, dovunque fosse possibile, senza farsi intimidire dalla minaccia delle rappresaglie». Alcuni di questi autori ammettono che i GAP debbano aver saputo che la loro azione avrebbe provocato una rappresaglia, ma respingono la tesi secondo cui la causazione di questa rappresaglia abbia costituito uno dei fini dell'attentato; secondo tali storici, la linea politica dei partigiani comunisti consisteva nell'agire nonostante la minaccia delle rappresaglie, non invece con lo scopo di causarle, considerando quindi queste ultime non già come un'opportunità bensì come un rischio che non doveva impedire la conduzione di una decisa lotta partigiana.

### L'accusa della mancata presentazione

#### Formulazioni dell'accusa
Il più ricorrente argomento di polemica sull'attentato di via Rasella è rappresentato dall'accusa rivolta ai gappisti di non essersi presentati ai tedeschi nel tentativo di evitare la rappresaglia.
In un diario (pubblicato postumo nel 2011) Umberto Zanotti Bianco annota che il 25 marzo 1944, dopo aver appreso della strage commessa dai tedeschi, Edoardo Ruffini gli confidò di ritenere «che chi commette questi attentati dovrebbe lasciarsi prendere per evitare le rappresaglie contro gli ostaggi. Questo sarebbe coraggio, convinzione». Un giudizio del tutto analogo è contenuto in un libro del 1945 della scrittrice Jo' Di Benigno, collaboratrice del ministro della Guerra Antonio Sorice. Giudicato l'attentato un atto controproducente, Jo' Di Benigno scrisse che «una volta compiuto questo, piuttosto che lasciar sacrificare centinaia di vite preziose per il Paese, l'attentatore aveva il dovere di consegnarsi. Allora il suo atto poteva veramente essere utile e grande, servire quale esempio per molti e di stimolo. A convalidare questa affermazione, avevano il precedente del vice-brigadiere dei carabinieri Salvo D'Acquisto». Il confronto tra la «mancata presentazione» dei gappisti e il comportamento di Salvo D'Acquisto, che pur innocente si era accusato responsabile della morte di alcuni soldati tedeschi, rappresenta anch'esso un argomento largamente ricorrente nelle polemiche su via Rasella.
Negli anni, l'accusa della mancata presentazione è stata spesso accompagnata (com'è accaduto ancora nel 2013) dall'affermazione secondo cui immediatamente dopo l'attentato i tedeschi avrebbero proclamato, mediante manifesti affissi sui muri o trasmissioni radio, che in caso di presentazione o cattura degli attentatori avrebbero rinunciato alla rappresaglia. Malgrado l'esistenza di tale appello tedesco sia stata più volte smentita, in sede storiografica quanto in sede giudiziaria, numerosi romani hanno continuato ad affermare con convinzione di averlo letto o ascoltato.
Alcuni autori hanno sostenuto che tale distorta versione dei fatti sarebbe stata ideata a scopi propagandistici dal federale fascista Giuseppe Pizzirani sul finire del marzo 1944, e ne hanno individuato l'origine in un volantino fatto stampare in quei giorni dal Partito Fascista Repubblicano, ove si affermava, fra l'altro, che «i banditi comunisti dei gap avrebbero potuto evitare questa rappresaglia, pur prevista dalle leggi di guerra, se si fossero presentati alle autorità germaniche che avevano proclamato, via radio e con manifesti su tutti i muri di Roma, che la fucilazione degli ostaggi non sarebbe avvenuta se i colpevoli si fossero presentati per la giusta punizione».
L'invenzione venne ripresa dopo pochi giorni dal giornale clandestino Italia Nuova, di orientamento monarchico, che la ribadì anche (dopo la liberazione di Roma) a fine luglio 1944. In risposta a questo secondo articolo di Italia Nuova, il quotidiano Il Tempo, allora di orientamento socialdemocratico, rilevò che «l'annunzio della repressione avvenuta fu dato simultaneamente con la notizia dell'attentato», e concluse affermando che l'attentato di via Rasella era stato «il fatto politico più importante dei nove mesi di oppressione nazi a Roma. Scopriamoci riverenti davanti ai martiri delle Fosse, e non offendiamoli col sospetto che il loro sacrificio sia stato vano».
Una delle prime smentite dell'esistenza di inviti alla consegna dei partigiani si ebbe durante il processo ai generali von Mackensen e Mälzer del 1946, allorché il feldmaresciallo Kesselring, sentito come testimone il 15 novembre, a domanda rispose:
Kesselring: "Prima no."
Domanda: "avvisaste la popolazione romana che stavate per ordinare rappresaglie nelle proporzioni di uno a dieci?"
Kesselring: "no."
Domanda: "Ma voi avreste potuto dire: Se la popolazione romana non consegnerà entro un dato termine il responsabile dell'attentato io fucilerò dieci romani per ogni tedesco ucciso?"
Kesselring: "Ora in tempi tranquilli, dopo tre anni passati, devo dire che l'idea sarebbe stata molto buona".
Domanda: "Ma non lo faceste".
Kesselring: "No, non lo feci".»
Durante il proprio processo, nel 1948, Herbert Kappler affermò che «la radio fascista [aveva annunciato] di quarto d'ora in quarto d'ora che se i gappisti di via Rasella non si fossero presentati, i tedeschi avrebbero fucilato 320 civili»; ma tale asserzione è priva di riscontri ed è smentita da altre testimonianze.
Enzo Piscitelli, nel difendere i gappisti dall'accusa di aver disatteso un invito a presentarsi per evitare la rappresaglia, fa notare che «nessun documento esiste su questo punto e tra l'esecuzione dell'attentato e l'inizio del massacro, compiuto di nascosto, passarono appena 24 ore!». In una cinquantina di conversazioni telefoniche intercettate in quei giorni, pubblicate dallo storico Aurelio Lepre nel 1996, nessuno menziona appelli tedeschi di alcun genere dopo l'attentato. Osserva Alessandro Portelli che «i tedeschi, che avrebbero tutto l'interesse di dire il contrario, ammettono di non aver fatto avvisi»; ciononostante «centinaia di italiani insistono a dire di averli letti o ascoltati. Ma non si è trovato nessuno che ricordi di averli scritti o trasmessi. Negli archivi tedeschi e italiani, nemmeno i più accaniti ricercatori di destra sono riusciti a scovarne una sola copia; non un esemplare è stato presentato ai processi».
La quasi unanimità degli storici riconosce l'inesistenza dell'invito tedesco, tuttavia Paolo Simoncelli nel 2009 ritenne di riaprire la questione citando un memoriale inedito di Vittorio Claudi (medico di provata fede antifascista morto nel 2006), il quale scrisse: «Io ricordo perfettamente un manifesto affisso a Piazza Verdi, di fronte al Poligrafico [...] che recava tra due bande nere, una sopra e una sotto, l'avvertimento che qualora l'autore (o gli autori) dell'attentato non si fosse presentato, ci sarebbe stata l'esecuzione di 10 uomini per ogni soldato tedesco, secondo la legge di guerra tedesca».
In un articolo pubblicato nel 2014, Luca Baiada, in base a una serie di indizi testuali, reputa di poter collocare in una data compresa fra il 30 marzo e il 18 aprile 1944 la stampa e la diffusione del sopra citato volantino del PFR che accusava «i banditi comunisti dei gap» di non essersi presentati. Baiada ritiene che tale volantino, forse anche affisso sui muri come manifesto, possa essere all'origine delle tante testimonianze circa l'appello tedesco, avendo potuto contribuire a formare, in molti di coloro che lo videro, il falso ricordo di aver visto il mai esistito invito a presentarsi evocato nel volantino stesso.

#### Risposte dei gappisti
Nel corso delle ricorrenti polemiche su via Rasella, i membri dei GAP si difesero dall'accusa di non essersi costituiti per salvare gli ostaggi dando negli anni risposte diverse e contrastanti: se inizialmente dichiararono di essere stati disposti a consegnarsi, ma di non averlo fatto a causa degli ordini del partito oppure unicamente perché i tedeschi non avevano rivolto loro un appello, in seguito affermarono che avrebbero disatteso la presentazione al nemico in ogni caso, ritenendola in contrasto con la qualifica di combattenti da essi rivendicata.
Il medico di fede politica democristiana Giuseppe Caronia (amico, mentore e protettore di Bentivegna durante la clandestinità, nonché testimone delle sue nozze con Carla Capponi nel settembre 1944), nell'autobiografia pubblicata postuma nel 1979, scrisse di aver incontrato Bentivegna pochi giorni dopo i fatti e di averlo duramente rimproverato per non essersi presentato ai tedeschi dopo l'attentato, al che il giovane gappista gli avrebbe «freddamente» risposto di aver obbedito all'ordine di non presentarsi ricevuto dal suo partito. Molti anni dopo Bentivegna negò la veridicità dell'episodio, evidenziando alcuni elementi che pregiudicherebbero l'attendibilità della testimonianza di Caronia.
La scelta di non presentarsi fu comunque motivata da Bentivegna con il rispetto delle direttive del partito in un'intervista del 1946: «Non credo che se mi fossi costituito la rappresaglia non sarebbe avvenuta. Ad ogni modo il partito mi proibì di costituirmi, ho tenuto a freno la mia coscienza ed ero disposto a ripetere l'attentato se ne avessi ricevuto l'ordine».
Al processo Kappler del 1948, Bentivegna affermò che i gappisti non si erano presentati in quanto nessuno aveva chiesto loro di farlo: «Se ci fosse stato [l'invito] nessuno di noi si sarebbe rifiutato di presentarsi, perché ognuno di noi, entrando nei G.A.P., aveva messo la sua vita al servizio dell'Italia!». Amendola affermò lo stesso: «Ci saremmo presentati ai tedeschi se ciò fosse stato necessario, ma da nessuno ci fu chiesto nulla. D'altronde, la nostra salvezza non ci importava per una esigenza personale: noi avevamo il dovere di vivere per continuare nella lotta, cosa che, in realtà, tutti facemmo e molti di noi caddero in azioni successive».
In un'intervista del 1964, alla domanda «Perché non vi siete costituiti?», Carla Capponi rispose: «Perché nessuno ce lo ha mai chiesto». Alla domanda seguente «E se ve la avessero chiesta [la vita, per salvare i prigionieri], vi sareste costituiti?», la risposta di Carla Capponi fu: «Sì. Io sento molto i problemi di coscienza. Non presentarmi avrebbe significato morire ogni giorno per tutto il resto della vita». A quest'ultima domanda, Bentivegna in un primo momento replicò che probabilmente si sarebbe presentato armato in un disperato tentativo di salvare i detenuti destinati alla rappresaglia, ma in definitiva disse di non saper dare una risposta: «È troppo facile e anche irrazionale rispondere, adesso. In realtà, l'unica risposta possibile è: non lo so».
Lo stesso anno, nella lettera a Leone Cattani, Amendola ribadì l'inesistenza dell'appello tedesco agli attentatori, ma stavolta affermò: «io non mi sono mai trincerato dietro questo dato di fatto, di fronte alla campagna condotta contro di noi da parte fascista con tutti i mezzi e anche in sede giudiziaria. Ho invece più volte dichiarato che, anche se l'appello fosse stato lanciato dal comando germanico, noi [...] non avevamo in alcun caso il diritto di presentarci, di consegnare, cioè, al nemico un comando partigiano ed un reparto d'assalto. A parte ogni motivazione personale, non avevamo il diritto di decapitare il movimento partigiano e di mettere in pericolo la sicurezza del movimento clandestino». Il dirigente comunista riprese gli stessi argomenti nelle sue memorie pubblicate nel 1973.
Nel 1983 Bentivegna riaffermò la difficoltà di dare una risposta, a posteriori, circa il comportamento dei gappisti nell'eventualità di una richiesta tedesca, ipotizzando che probabilmente qualcuno, o tutti, loro avrebbero all'epoca accettato di «morire al posto dei Martiri delle Ardeatine»; ma, continua Bentivegna, «Oggi noi sappiamo che era nostro dovere non presentarci a un bando del nemico [...]; sappiamo anche che avremmo scatenato una battaglia furiosa, a costo di morire tutti, per strappare al nemico le vittime che già aveva designato». Nel 1997 lo stesso Bentivegna, in due diverse testimonianze, affermò rispettivamente che, nel caso di una richiesta tedesca, lui si sarebbe «presentato, ma armato fino ai denti, a fa' un macello» e che «però, sai, di fronte a una cosa così sconvolgente [...] io non lo so quello che avremmo potuto decidere; io ipotizzo che la risposta non sarebbe stata una risposta di resa ma una risposta militare, dura, disperata, anche contro eventuali disposizioni del comando – un'ipotesi seppure infinitesimale di poterne salvare qualcuno, anche a costo di rimetterci la pelle». Commentando tali affermazioni, Portelli scrive: «A me non sembra che queste oscillazioni siano indice di insincerità, ma momenti di una ricerca: le diverse risposte che in diversi momenti della sua vita la stessa persona può dare a una domanda che si sente continuamente porre, ma che continua anche a porre a se stesso, e a cui non è possibile rispondere una volta per sempre».
Nelle sue memorie, Carla Capponi scrive: «Quale reparto di un esercito combattente, consegnarci al nemico sarebbe stato un tradimento: avrebbe significato non solo rinunciare alla lotta, ma anche consegnare con noi notizie preziose di cui eravamo custodi. [...] "Chi si consegna al nemico è un traditore" avevano deciso le rappresentanze della Resistenza francese, olandese, italiana. Chi non se la sentiva di stare alle severe, dure regole della lotta clandestina aveva il dovere di rinunciare subito ritirandosi dall'impegno di combattere». Inoltre aggiunge che, se i tedeschi avessero chiesto la presentazione dei gappisti, «avrebbero certamente messo in crisi la nostra coscienza, ma non avrebbero incrinato le leggi che regolavano il comportamento di fronte al nemico».

#### Valutazioni storiografiche
I principali studiosi che ne parlano (sia che approvino l'attentato, sia che lo critichino) sono pressoché concordi nel rilevare la futilità dell'accusa della mancata presentazione. Aurelio Lepre definisce tale accusa come una discussione «condotta in maniera molto goffa da alcuni ambienti di destra», ne attribuisce l'origine all'editoriale dell'"Osservatore Romano" del 26 marzo, e commenta che tale accusa «era del tutto inconsistente», fra l'altro, «perché, se anche avessero voluto consegnarsi ai tedeschi, gli attentatori non ne avrebbero avuto il tempo».
Scrive Klinkhammer che agli «autori dell'attentato di via Rasella [...] non fu neanche intimato di presentarsi. Ma pure se lo avessero fatto (spontaneamente), ciò non sarebbe stato sufficiente a placare la sete di vendetta della forza d'occupazione. Si voleva stabilire un esempio - per intimidire la popolazione italiana e dimostrare la capacità d'azione della forza d'occupazione».
Per i Benzoni su questa accusa «c'è francamente ben poco da dire»; rilevato come nessun invito a costituirsi fosse diffuso dai tedeschi, i due autori osservano che d'altra parte «comportamenti del genere non erano neppure ipotizzabili nel contesto della Resistenza italiana ed europea. I tedeschi non erano gentiluomini rispettosi delle regole e delle procedure delle convenzioni internazionali; se i partigiani avessero, poi, dovuto prendere in considerazione l'ipotesi di costituirsi dopo ogni azione, potevano più razionalmente astenersi dal compierla...».
Portelli, la cui monografia su via Rasella e Fosse Ardeatine dedica largo spazio a smentire la versione dell'invito a presentarsi, è tornato a parlare dell'accusa della mancata presentazione in un contributo pubblicato nel 2008, in cui la definisce come parte di una «leggenda antipartigiana» dotata della «forza di una vera e propria narrazione mitica» che «ad ogni smentita o messa in discussione risponde attingendo a un fondo inesauribile di varianti alternative». Scrive fra l'altro Portelli: «Come sappiamo, la narrazione fondamentale è quella dell'invito rivolto ai partigiani affinché si consegnassero ai tedeschi per evitare la rappresaglia [...]. Una volta che si dimostri che questo invito non c'è mai stato, accade di sentirsi dire: dovevano consegnarsi lo stesso. Se uno obietta che se ogni partigiano che attaccava i tedeschi si fosse consegnato, non ci sarebbe stata nessuna Resistenza, la risposta è: non dovevano farlo comunque».

### L'accusa di aver agito essendoci pochi uomini del PCI prigionieri
La ripartizione dei resistenti uccisi alle Fosse Ardeatine tra i diversi partiti antifascisti e le varie organizzazioni clandestine non può essere effettuata con piena certezza, dato che non pochi tra loro erano privi di una precisa identità politica e collaboravano con vari gruppi, tra i quali in seguito si è verificata la tendenza a «spartirseli e litigarseli», rivendicandoli come propri martiri. Secondo l'elenco dell'associazione delle famiglie delle vittime (ANFIM), le formazioni più colpite furono:
- Partito d'Azione (57 vittime)
- Movimento Comunista d'Italia - Bandiera Rossa (44)
- Fronte Militare Clandestino (43)
- Partito Comunista Italiano - PCI (32)

I Benzoni ritengono che nella decisione del PCI di ordinare l'attentato avrebbe influito anche la circostanza che, in quel momento, a via Tasso e Regina Coeli il numero dei propri militanti di primo piano sarebbe stato relativamente esiguo, cosicché il rischio di rappresaglia sarebbe stato principalmente a carico di altri. Ciò determinerebbe una «pesante» responsabilità morale del PCI, che avrebbe accolto la notizia della strage «con pressoché totale indifferenza come se si trattasse di un costo tutto sommato sopportabile». L'ipotesi che i gappisti, nel valutare il rendimento dell'azione di via Rasella, avessero considerato anche il rischio per i propri compagni detenuti, sarebbe dimostrata dalla loro condotta precedente e successiva: nell'autunno 1943, come ricordato da Bentivegna, l'azione contro Buffarini Guidi e Barracu era stata annullata nel timore di rappresaglie contro militanti comunisti prigionieri; in seguito, dopo il tradimento di Blasi e la conseguente cattura di vari gappisti, vi fu una drastica riduzione delle azioni contro i tedeschi.
I Benzoni scrivono che, per proteggere i propri uomini imprigionati, il PCI disponeva di una «rete di protezione» garantita da rapporti con funzionari della polizia italiana che, in vista della sconfitta del fascismo, cercavano di mettersi al riparo dall'annunciata condanna a morte per i collaboratori degli occupanti. I due autori giudicano l'esistenza di tale rete «assolutamente indiscutibile» anche sulla base di una serie di fatti menzionati nelle memorie di Bentivegna, tra cui: la sua amicizia personale con Disma Leto e il padre Guido, direttore dell'OVRA (poi non toccato dall'epurazione postbellica), già intervenuto in un'occasione in favore del giovane gappista, al quale forniva «indicazioni e notizie» che egli riferiva «al comando dei GAP»; la non collaborazione con i tedeschi del maresciallo Quagliotta dell'OVRA, che neutralizzò gli esiti – potenzialmente catastrofici per tutta la Resistenza romana – del tradimento del dirigente comunista Giulio Rivabene, impedendo che le informazioni trasmesse da quest'ultimo all'OVRA giungessero agli occupanti.
Tali rapporti spiegherebbero, secondo i Benzoni, la salvezza dall'eccidio del principale prigioniero comunista al momento dell'attentato: il capo dei GAP Antonello Trombadori. Trasferito da via Tasso a Regina Coeli (senza che i tedeschi conoscessero la sua precisa identità), Trombadori fu sottratto alla rappresaglia grazie al ricovero in infermeria disposto dal direttore sanitario, il medico socialista Alfredo Monaco (e secondo i Benzoni anche con la collaborazione del direttore del carcere Donato Carretta), per poi essere inviato ai lavori forzati sul fronte di Anzio, da cui riuscì facilmente ad evadere. I Benzoni menzionano anche altri episodi successivi alle Fosse Ardeatine: la liberazione dei quattro gappisti arrestati agli inizi di aprile grazie a un funzionario che collaborava con la Resistenza; la salvezza dei gappisti in seguito al tradimento di Blasi; inoltre, attribuiscono a un atteggiamento compiacente della polizia anche la rocambolesca fuga di Calamandrei dalla pensione Jaccarino. La rete di contatti non avrebbe tuttavia protetto anche gli altri partiti, come per i due storici dimostrerebbero le «criptiche» parole dell'azionista Emilio Lussu in merito a un suo incontro con Donato Carretta (poi linciato durante il processo all'ex questore Pietro Caruso nel settembre 1944):
Il risultato negativo di quell'incontro aggiunse al massacro delle Fosse Ardeatine altri otto dei nostri compagni detenuti a Regina Coeli, che il questore di Roma all'ultimo momento consegnò ai tedeschi, scegliendoli deliberatamente come dirigenti massimi dell'organizzazione di GL [Giustizia e Libertà].»
Dalla lettera inviata il 30 marzo dalla direzione comunista di Roma a quella di Milano sembra invece che l'uccisione dei compagni prigionieri fosse considerata l'inevitabile costo della lotta gappista, la quale sarebbe dovuta proseguire ugualmente anche dopo l'eccidio: «Nelle fucilazioni abbiamo perso molti compagni che si trovavano in carcere: è il duro prezzo che dobbiamo pagare e per il quale ogni buon compagno deve essere oggi preparato».
All'uscita del saggio dei Benzoni, Carla Capponi, Pasquale Balsamo e Rosario Bentivegna definirono l'accusa «miserabile» e replicarono: «In carcere, oltre a Trombadori, nostro comandante, c'era il nostro Commissario Politico, Gioacchino Gesmundo [...], maestro, amico e compagno nei momenti più difficili della lotta; c'erano Valerio Fiorentini, Alberto Marchesi, Mosca, Felicioli, Umberto Scattoni, Romualdo Chiesa, comandante dei Gap dei Cattolici Comunisti, insieme ai quali avevamo combattuto in tante occasioni nelle settimane precedenti, e sono tutti caduti alle Ardeatine. Sono stati più di quaranta i comunisti del Pci assassinati in quella strage».

## Il presunto ruolo degli anglo-americani
Nel comunicato del 25 marzo successivo all'eccidio, i tedeschi annunciarono di star conducendo «indagini per chiarire fino a che punto» l'azione gappista fosse «da attribuirsi ad incitamento anglo-americano».
Secondo alcune fonti, in seguito allo sbarco di Anzio i partigiani romani iniziarono a ricevere dagli Alleati direttive sempre più pressanti di intensificare le azioni di lotta, di non concedere tregua ai tedeschi e di preparare l'insurrezione. L'incontro tra Giorgio Amendola e Peter Tompkins, agente dell'OSS a Roma, si risolse tuttavia in un completo fallimento.
Nel 1964 Amendola scrisse che, in seguito all'insuccesso dello sbarco, data la pericolosità della situazione sul fronte di Anzio, gli agenti dei servizi segreti anglo-americani avrebbero chiesto ai partigiani romani di «intensificare le azioni offensive, per impedire che i tedeschi utilizzassero tranquillamente Roma come piazza di raccolta e di smistamento delle riserve e dei rifornimenti per i fronti di Cassino e di Anzio». In un'intervista del 1997, anche Paolo Emilio Taviani, allora partigiano in Liguria, sostenne la tesi secondo cui l'escalation di azioni gappiste, iniziata alla metà di febbraio e culminata con l'attacco di via Rasella, sarebbe stata una risposta alle sollecitazioni alleate.
Peter Tompkins nel 1962 affermò invece che gli agenti alleati in città erano venuti a conoscenza dell'attentato soltanto dopo la sua esecuzione e – impegnati a progettare la liberazione di Maurizio Giglio (loro importante informatore, poi ucciso alle Fosse Ardeatine) – accolsero la notizia con sfavore: «La prima cosa che pensammo fu che non c'era nessuna utilità nell'uccisione di trenta poliziotti militari tedeschi. Perché piuttosto non avevano rischiato la pelle in un assalto a via Tasso? perché non avevano scelto come bersaglio Kappler e la sua banda di macellai? Chissà quale sarebbe stata adesso la reazione dei tedeschi: di certo non era un buon auspicio per il movimento clandestino della città. Quello che ci rattristò di più fu l'ottima esecuzione e la precisione dell'attacco, la cui organizzazione appariva vicina alla perfezione!».
Commentando le parole di Amendola, i Benzoni lo accusano di operare una «cosciente mistificazione», in quanto in realtà a marzo i combattimenti sul fronte di Anzio erano quasi fermi, e in quanto inoltre i comandi alleati «non si sarebbero mai sognati di sollecitare azioni» del tipo di via Rasella. Secondo i Benzoni, gli Alleati «avevano certamente invitato all'insurrezione al momento dello sbarco: ma si trattava allora di ostacolare e sabotare con tutti i mezzi il movimento delle truppe tedesche verso il fronte (e, se le cose fossero andate bene, di ostacolarne la ritirata). Prima e dopo le loro istruzioni si mantenevano nei limiti del sabotaggio e dell'informazione. Mai e poi mai, invece, avrebbero contemplato un'azione come quella del 23 marzo che avrebbe potuto avere la duplice negativa conseguenza: o di accentuare la presa tedesca sulla città che, per vari motivi, non desideravano, o di determinare quella insurrezione e quello scontro tra le varie fazioni della Resistenza che essi sommamente temevano».

## Processi
- Il processo contro von Mackensen e Mälzer fu celebrato nei giorni 18-30 novembre 1946 a Roma, dinanzi a un tribunale militare britannico. Entrambi i generali avevano partecipato al processo decisionale che aveva portato all'ordine di fucilare dieci prigionieri per ogni militare caduto in via Rasella. Durante il processo fu riconosciuto che per rispondere all'attentato di via Rasella, ritenuto un crimine secondo il diritto internazionale, «le Autorità tedesche erano autorizzate a compiere una rappresaglia, qualora fossero giunte alla conclusione che non si sarebbero potuti scoprire i responsabili e che ci sarebbe stato pericolo per la sicurezza delle loro truppe». Tuttavia, mentre per la difesa erano presenti entrambe le condizioni, per l'accusa non era stata condotta un'inchiesta adeguata, dato che, come ammesso dagli stessi imputati, l'esecuzione della rappresaglia aveva avuto inizio prima che le indagini fossero completate. Per essere considerata legittima, la rappresaglia avrebbe dovuto possedere tre requisiti: doveva essere «proporzionata», «ragionevole» ed eseguita «nel rispetto dei principi fondamentali di guerra come il rispetto della vita dei non combattenti e degli interessi dei neutrali». L'accusa contestò la sussistenza dei primi due requisiti, valutando la rappresaglia sproporzionata e irragionevole, mentre non considerò il terzo in quanto non era stato coinvolto nessun interesse neutrale e «il crimine per cui [era stata adottata] la rappresaglia era stato commesso da non combattenti». Riscontrando la mancanza dei requisiti di legittimità della rappresaglia, la corte emise nei confronti di entrambi gli imputati una sentenza di condanna a morte tramite fucilazione (pena successivamente commutata in ergastolo).[284]
- Il 17 febbraio 1947 iniziò a Venezia il processo al feldmaresciallo Albert Kesselring. Per il massacro delle Fosse Ardeatine fu avanzato il primo dei due capi d'imputazione: «coinvolgimento nell'uccisione, per rappresaglia, di circa 335 cittadini italiani», mentre il secondo era: «aver incitato e ordinato [...] alle forze [...] sotto il suo comando di uccidere civili italiani per rappresaglia, cosa per cui numerosi civili italiani sono stati uccisi». L'accusa non ritenne dimostrato al di là di ogni dubbio, in base al diritto internazionale all'epoca vigente, che fosse assolutamente vietato che «una persona innocente, presa espressamente allo scopo di rappresaglia, [potesse] essere condannata a morte»; tuttavia, secondo l'accusa, la rappresaglia fu sproporzionata e irragionevole. Anche Kesselring fu condannato a morte (pena successivamente commutata in ergastolo).[285]
- All'interno della sentenza di condanna del 20 luglio 1948, emessa contro Herbert Kappler e altri coimputati per la strage delle Fosse Ardeatine, il Tribunale Territoriale Militare di Roma negava la qualifica di legittima azione di guerra dell'attentato di Via Rasella, in quanto non commesso da "legittimi belligeranti".[18][286] I partigiani autori dell'attentato non avrebbero infatti rispettato tutti i requisiti previsti dalla Convenzione dell'Aja del 18 ottobre 1907 per il riconoscimento della qualifica di legittimi belligeranti anche ai civili organizzati in corpi di volontari, ossia essere comandati da una persona responsabile per i propri subordinati, indossare un segno di riconoscimento fisso riconoscibile a distanza, portare le armi apertamente e condurre le operazioni secondo le leggi e i costumi di guerra.[287]
- La mancanza di tali requisiti veniva confermata il 25 ottobre 1952 anche dal Tribunale Supremo Militare, all'interno della sentenza di rigetto del ricorso presentato da Kappler contro la condanna.[288]
- Le Sezioni Unite Penali della Corte di Cassazione, con sentenza n.26 del 19 dicembre 1953, ribadendo la sentenza del 1952 del Tribunale Supremo Militare di Roma, dichiararono inammissibile il ricorso di Kappler avverso alla sentenza, perché lo stesso Kappler fece arrivare comunicazione di rinuncia al ricorso.[289]
- Nel 1949, alcuni familiari di vittime dell'eccidio delle Fosse Ardeatine intentarono una causa civile per danni contro Rosario Bentivegna, Franco Calamandrei, Carlo Salinari, Carla Capponi, e contro Sandro Pertini, Giorgio Amendola e Riccardo Bauer.[290] Il Tribunale, con sentenza in data 26 maggio-9 giugno 1950, respinse la richiesta di risarcimento e riconobbe che l'attentato «fu un legittimo atto di guerra», per cui «né gli esecutori né gli organizzatori possono rispondere civilmente dell'eccidio disposto a titolo di rappresaglia dal comando germanico».[291] «L'atto di guerra, da chiunque attuato nell'interesse della propria Nazione, non è di per sé, e per il singolo, da considerarsi illecito, salvo che tale non sia espressamente qualificato da una norma di legge interna». La mancanza di comandanti e di uniformi militari manifesti è resa inevitabile dalle condizioni di clandestinità giustificate dal tipo di combattimento; dunque via Rasella è un atto di guerra a danno di un nemico che occupa in stato guerra il territorio, ed è da escludersi «che la morte o il ferimento dei cittadini che si trovavano casualmente in quel luogo siano stati voluti, e che sia stato voluto il successivo eccidio delle Cave Ardeatine».[292]
- Con sentenza in data 5 maggio 1954, la Corte d'Appello civile di Roma confermò la sentenza di primo grado. L'attentato «ebbe carattere obiettivo di fatto di guerra, essendosi verificato durante l'occupazione della città ed essendosi risolto in prevalente se non esclusivo danno delle forze armate germaniche. I competenti organi dello Stato non hanno ravvisato alcun carattere illecito nell'attentato di via Rasella, ma anzi hanno ritenuto gli autori degni del pubblico riconoscimento, che trae seco la concessione di decorazioni al valore; lo Stato ha completamente identificato le formazioni volontarie come propri organi, ha accettato gli atti di guerra da esse compiuti, ha assunto a suo carico e nei limiti consentiti dalle leggi le loro conseguenze. Non vi sono quindi rei da una parte, ma combattenti; non semplici vittime di una azione dannosa dall'altra, ma martiri caduti per la Patria».[293]
- Con sentenza emanata in data 11 maggio 1957 e pubblicata il successivo 2 agosto, la Corte di Cassazione ribadì il carattere di legittima azione di guerra dell'attentato, disattendendo la tesi dei ricorrenti secondo i quali non avrebbe potuto trattarsi di atto di guerra in quanto all'epoca Roma era città aperta. Secondo il resoconto di Zara Algardi, la Corte ritenne provato «che la formula della "città aperta" era stata fittizia: i nazisti transitavano infatti per le vie della città con le loro colonne motorizzate e gli angloamericani la bombardarono più volte dal cielo. La dichiarazione che Roma era città aperta (...) non fu mai accettata dagli angloamericani. Né Roma fu mai rispettata come città aperta da parte della Germania, che disconosceva il legittimo governo italiano».[294] La Corte affermò che ogni «attacco contro i tedeschi rispondeva agli incitamenti impartiti dal governo legittimo... e costituiva quindi un atto di guerra riferibile allo stesso governo».[295]
- Il Tribunale Supremo Militare di Roma con sentenza in data 25 ottobre 1960 respinse il ricorso presentato da Kappler affinché le 15 uccisioni in più delle Fosse Ardeatine fossero considerate reato almeno in parte "politico", al fine di poter rientrare nei termini dell'amnistia.[296]
- Nel 1997, il giudice romano Maurizio Pacioni si appellò di nuovo alla definizione di atto illegittimo di guerra e aprì un altro procedimento contro Balsamo, Bentivegna e Capponi, per ritenerli responsabili del reato di strage per la morte di Piero Zuccheretti e Antonio Chiaretti. Con l'ordinanza del 16 aprile 1998, il giudice per le indagini preliminari di Roma disponeva l'archiviazione del procedimento penale a carico di Rosario Bentivegna, Carla Capponi e Pasquale Balsamo, iniziato a seguito di una denuncia presentata da alcuni parenti delle vittime civili dell'attacco. Il giudice escludeva la qualificazione dell'atto come legittima azione di guerra, ravvisando tutti gli estremi oggettivi e soggettivi del reato di strage, altresì rilevando tuttavia l'estinzione del reato a seguito dell'amnistia prevista dal decreto 5 aprile 1944 per tutti i reati commessi "per motivi di guerra".[297]
- Decidendo con sentenza n.1560/99[298] sul ricorso presentato da Bentivegna, Balsamo e Capponi, la prima sezione penale della Corte di Cassazione annullava la precedente ordinanza, affermando per la prima volta in sede penale la natura di legittimo atto di guerra dell'attacco di Via Rasella. La legittimità dell'azione, per la Suprema Corte, deve essere «valutata nel suo complesso, senza che sia possibile scinderne le conseguenze a carico dei militari tedeschi che ne costituivano l'obiettivo da quelle coinvolgenti i civili che ne rimasero vittima, in rapporto alla sua natura di "azione di guerra"». Tra i vari elementi a supporto della legittimità dell'azione, la Corte ha citato la sentenza emessa il 25 ottobre 1952 dal Tribunale Supremo Militare nell'ambito del processo Kappler, in una versione viziata da un refuso: dalla frase «commesso da persone che non hanno la qualità di legittimi belligeranti» era omessa la parola «non», cosicché il suo significato risultava stravolto. A causa di ciò, la Corte ha erroneamente assunto che la sentenza del 1952 avesse «rovesciato» la qualificazione dell'attentato come atto illegittimo operata dalla prima sentenza Kappler del 1948. Secondo il filosofo del diritto Vincenzo Zeno-Zencovich la vicenda, emblematica della fragilità delle ricostruzioni giudiziarie in materia storica, dimostra che «nessuna sentenza di assoluzione potrà sopire il dibattito sulla opportunità o sulla temerarietà dell'attentato del 23 marzo 1944».[299]
- Il 7 agosto 2007 la Cassazione ha confermato la condanna al risarcimento inflitta dalla Corte d'appello di Milano al quotidiano Il Giornale per diffamazione ai danni di Rosario Bentivegna.[300][301] La Corte, partendo dalla qualificazione dell'attacco come legittimo atto di guerra rivolto a colpire esclusivamente i militari occupanti, ha ritenuto che alcune affermazioni contenute in articoli pubblicati dal quotidiano milanese nel 1996, per i Supremi Giudici tendenti a parificare le responsabilità degli esecutori dell'attacco di Via Rasella e dei comandi nazisti nella causazione della strage delle Fosse Ardeatine, erano gravemente lesive dell'onorabilità personale e politica del Bentivegna. Le affermazioni del Giornale furono:
  - che il Battaglione "Bozen" fosse costituito interamente da cittadini italiani, mentre per la Cassazione facendo parte dell'esercito tedesco, i suoi componenti erano sicuramente altoatesini che avevano optato per la cittadinanza germanica.
  - che i componenti del "Bozen" fossero «vecchi militari disarmati», mentre per la Cassazione essi erano «soggetti pienamente atti alle armi, tra i 26 e i 43 anni, dotati di sei bombe e "Maschinenpistolen"».
  - che le vittime civili fossero sette, mentre per la Cassazione nessuno mette più in discussione che furono due.
  - che dopo l'attacco erano stati affissi manifesti in cui si intimava ai responsabili dell'attacco di consegnarsi per evitare una rappresaglia: per la Corte l'asserzione trova puntuale smentita nel fatto che la rappresaglia delle Fosse Ardeatine era iniziata circa 21 ore dopo l'attacco, e soprattutto nella direttiva del Minculpop la quale disponeva che si tenesse nascosta la notizia di Via Rasella, che venne effettivamente data a rappresaglia già avvenuta.
- Il 22 luglio 2009 la Corte di Cassazione ha accolto il ricorso di Elena Bentivegna (figlia di Carla Capponi e Rosario Bentivegna) contro il quotidiano Il Tempo che aveva pubblicato un articolo dove gli autori dell'attacco di via Rasella venivano definiti "massacratori di civili". La sentenza ha stabilito che l'epiteto utilizzato è lesivo della dignità dei partigiani e per questo diffamatorio, in quanto quello di via Rasella fu "legittimo atto di guerra contro il nemico occupante".[302]

## L'attentato di via Rasella nell'arte e nella cultura

### Cinema e televisione
- I fatti del marzo 1944 condizionarono la realizzazione del famoso film Roma città aperta (1945) di Roberto Rossellini, la cui produzione iniziò pochi mesi dopo la liberazione di Roma. A causa della loro forte carica divisiva, l'attentato di via Rasella e l'eccidio delle Fosse Ardeatine non furono ricostruiti e nemmeno menzionati nella pellicola, nonostante fossero gli episodi più significativi dell'occupazione tedesca della città[303].
- Nei film di Roberto Rossellini Era notte a Roma (1960) e Anno uno (1974) si fa una «semplice e acritica ricostruzione verbale dell'attentato», la quale secondo Stefano Roncoroni riflette il giudizio negativo del regista sull'episodio[304].
- L'attentato e l'eccidio delle Fosse Ardeatine sono ricostruiti nel film del 1962 Dieci italiani per un tedesco (Via Rasella), diretto da Filippo Walter Ratti.
- Rappresaglia, film del 1973 sull'eccidio diretto da George Pan Cosmatos e prodotto da Carlo Ponti, con sceneggiatura di Robert Katz, presenta una ricostruzione dell'attentato di via Rasella contenente vari errori storici, alcuni dei quali tendenti ad enfatizzarne l'importanza militare: il Polizeiregiment "Bozen" è raffigurato come un'unità di Waffen-SS, indossando i soldati delle uniformi grigie con le tipiche mostrine recanti le Sigrunen, anziché le appropriate divise color verde vivace dell'Ordnungspolizei; si mostra inoltre un riuscito assalto con bombe a mano contro una Kübelwagen munita di mitragliatrice, la cui presenza a via Rasella è esclusa da studi più recenti[305]; dopo l'attacco il comandante di battaglione del "Bozen" comunica a Kappler che non ci sono state vittime civili. Tuttavia, in controtendenza rispetto al libro Morte a Roma di Katz su cui è basata la sceneggiatura, diversi personaggi si riferiscono alla rappresaglia come sostanzialmente legittima, mentre i rappresentanti politici dei partigiani, riunitisi dopo l'attentato, pur avendo intuito le intenzioni dei tedeschi, decidono ugualmente che i responsabili non si consegneranno[306]. Tali aspetti non impedirono comunque a l'Unità di reclamizzare entusiasticamente l'opera come «un film per tutti che devono vedere tutti», pubblicando i commenti positivi dei protagonisti di via Rasella[307].
- Il regista Luigi Magni ha dichiarato che l'idea per il suo film del 1977 In nome del Papa Re, incentrato su un altro attentato compiuto a Roma, quello del 1867 alla caserma Serristori (che uccise una ventina di zuavi pontifici e almeno due civili), derivò dal dibattito degli anni settanta sul confronto tra via Rasella e il terrorismo degli anni di piombo. Il film di Magni intendeva distinguere tra «bombe patriottiche» e «bombe terroristiche», collocando tra le prime quelle della caserma Serristori e di via Rasella[308].
- In La buona battaglia - Don Pietro Pappagallo, miniserie televisiva Rai del 2006, l'attentato è rappresentato in una breve scena: una partigiana allontana un gruppo di bambini intenti a giocare con un pallone, dopodiché un partigiano vestito da netturbino accende la miccia del carretto esplosivo con una pipa e corre via, mentre in sottofondo si odono i passi e il canto della (non mostrata) colonna tedesca in arrivo, poi interrotti dall'esplosione. Pierangelo Maurizio ha criticato come insufficiente la ricostruzione, biasimando soprattutto il mancato riferimento a Piero Zuccheretti[309].
- Ai fatti di via Rasella è dedicato il cortometraggio Notte di Marzo[310] di Gianni Aureli, prodotto da Gaia Moretti e Massimiliano Bruno. Nel corto vengono soprattutto analizzati i risvolti psicologici ed emotivi dell'attentato e soprattutto la reazione dei Gappisti alla notizia che l'ordine di esecuzione di 10 "criminali comunisti badogliani" per ogni tedesco ucciso era "già stato eseguito".

### Letteratura, musica, teatro e arti figurative
- Nel 1944 Toti Scialoja raffigurò la salita di via Rasella in alcuni disegni, in cui si notano un carrettino oppure un uomo che si allontana, chiari riferimenti all'attentato[311].
- Gabriella Ferri, cantautrice di musica popolare, ha dedicato ai fatti del 23 e 24 marzo 1944 la canzone Via Rasella, in dialetto romano, con musica composta da Ennio Morricone[312].
- Nel 1974 lo scrittore Carlo Bernari portò in scena il dramma Roma 335, il cui libretto fu pubblicato nel 1987 con il titolo Via Rasella non passa per via Fani[313], con evidente riferimento al dibattito, svoltosi tra i tardi anni settanta e i primi anni ottanta, sull'assimilabilità dell'azione dei GAP al terrorismo delle Brigate Rosse. Enrico Bernard, studioso del teatro e figlio di Carlo Bernari, scrive che Roma 335 anticipa il tema dell'opportunità dell'attentato partigiano con l'inserimento tra i GAP, durante «le fasi dell'organizzazione dell'attentato e delle riunioni in cui venne decisa e pianificata l'azione contro i tedeschi a qualsiasi costo», del «personaggio del "compagno indeciso" che mette in guardia dai pericoli dell'attentato poco utile militarmente e potenzialmente molto pericoloso per la popolazione». Secondo Bernard, muovendo dal concetto per cui «l'attività terroristica "contro il popolo" o "senza il popolo" è deleteria per qualsiasi movimento rivoluzionario o di "resistenza" e non può non creare dubbi e remore», e spostando idealmente avanti nel tempo la vicenda di via Rasella, Carlo Bernari intuisce «i dilemmi che verso la metà degli Anni Settanta spaccano il movimento delle Brigate Rosse in un'ala militare sempre più oltranzista ed emarginata dalla stessa ultrasinistra creando i primi fenomeni di "pentitismo"»[314].
- Nel 2000 l'attore e autore Ascanio Celestini portò in scena il monologo teatrale Radio clandestina, basato su materiali tratti da L'ordine è già stato eseguito di Alessandro Portelli.
- Estesi riferimenti all'attentato e alla rappresaglia compaiono nel romanzo giallo di Ben Pastor Kaputt Mundi, pubblicato nel 2002.
- La morte di Piero Zuccheretti ha ispirato un'opera del pittore statunitense Cy Twombly[315].